# افغانستان
افغانستان () با نام رسمی امارت اسلامی افغانستان (به پشتو: د افغانستان اسلامی امارت)، کشور محصور در خشکی در بین آسیای میانه و آسیای جنوبی است. این کشور حدفاصل آسیای شرقی و آسیای غربی می‌باشد. همسایگان افغانستان، ایران در غرب، پاکستان در جنوب و شرق، تاجیکستان و ازبکستان و ترکمنستان در شمال و چین در شمال شرقی هستند. افغانستان دارای ۶۵۲٬۸۶۰ کیلومتر مربع پهناوری، چهل و یکمین کشور وسیع دنیا است و جمعیت آن حدود ۴۳/۸ میلیون نفر است که آن را در رتبه سی و ششم کشورهای دنیا قرار می‌دهد. کابل پایتخت و بزرگ‌ترین شهر آن است.
پشتو و فارسی دری زبان‌های رسمی این کشور و آیین اسلام دین رسمی آن است. حدود چهار دهه جنگ، افغانستان را به یکی از کشورهای ناامن و فقیر جهان تبدیل کرده است. تولید ناخالص ملی سرانه این کشور در سال ۲۰۲۰ بر اساس ارزش اسمی دلار معادل ۵۵۲ دلار آمریکا است و بر اساس برابری قدرت خرید به ۲۴۷۴ دلار می‌رسد. این کشور در سال ۲۰۱۱ با شاخص توسعه انسانی ۰٫۳۹۸ در رتبه ۱۷۲ جهان قرار گرفته است. این کشور در تاریخ ۱۹ نوامبر ۱۹۴۶ به عضویت سازمان ملل پذیرفته شد.
منطقه‌ای که امروزه افغانستان نامیده‌اند به عنوان بخشی از امپراتوری‌ها در دوران باستان، از نقاط کانونی در جاده ابریشم و مسیرهای مهاجرت انسان‌ها بوده است. باستان‌شناسان شواهدی از سکونت انسان‌ها تا بیش از ۵۰٬۰۰۰ سال پیش از میلاد به‌دست آورده‌اند. نخستین تمدن شهری ممکن است در این قلمرو در بین ۳٬۰۰۰ تا ۲٬۰۰۰ سال پیش از میلاد آغاز شده باشد.
این کشور در نقطهٔ ژئواستراتژیکی مهمی قرارگرفته که آسیای شرقی، آسیای جنوبی، آسیای غربی و آسیای میانه را به هم وصل می‌کند. از روزگار باستان، این سرزمین شاهد فتوحات نظامی بسیاری از جمله توسط مادها و هخامنشیان، سلوکیان، امپراتوری مائوریا، اشکانیان، شاهنشاهی کوشانی، هپتالیان، ساسانیان، دودمان تانگ، صفاریان، سامانیان، غزنویان، سلجوقیان، امپراتوری مغول، ایلخانان، کرتیان، تیموریان، صفویه، افشاریه و امپراتوری درانی بوده است.
تاریخ سیاسی دولت مدرن افغانستان با سلسلهٔ درانی در سده ۱۸ میلادی آغاز شد. پایتخت آن در سال ۱۷۷۶ توسط تیمورشاه درانی از قندهار به کابل منتقل شد و بخشی از قلمرو آن به امپراتوری‌های همسایه در سال ۱۸۹۳ واگذار شد. در اواخر سده نوزدهم میلادی، افغانستان به یک دولت حائل در «بازی بزرگ» بین امپراتوری بریتانیا و امپراتوری روسیه تبدیل شد. در سال ۱۹۱۹، پس از جنگ سوم افغان و انگلیس و امضای پیمان راولپندی، این کشور دوباره کنترل امور خارجه خود را از بریتانیا پس گرفت و استقلال خود را توسط امان‌الله شاه اعلام نمود.
افغانستان در دههٔ ۱۹۷۰ میلادی پس از انقلاب ثور، که تأثیر یافته از اتحاد جماهیر شوروی بود، به حکومتی سوسیالیست تبدیل شده و شاهد جنگی طولانی با مجاهدین افغان بود که در طول یک دهه، جان بیش از دو میلیون غیرنظامی را گرفت و باعث آواره شدن بیش از پنج میلیون نفر شد. پس از چند کودتای پی‌درپی و پیروزی مجاهدین بر دولت محمد نجیب‌الله جنگ داخلی افغانستان در سال ۱۳۵۷، آغاز و وارد دوره‌ای از جنگ میان احزاب مختلف مجاهدین شد. گروه بنیادگرای اسلامی طالبان در میانه‌های دهه ۱۳۷۰ کنترل بیشتر مناطق افغانستان را به دست گرفتند و بر آن تحت رژیم تمامیت‌خواهانه، امارت اسلامی افغانستان حکومت کردند. اما با یورش ائتلاف بین‌المللی به رهبری آمریکا در سال ۱۳۸۰ از حکومت برکنار شدند ولی همچنان بخش قابل توجهی از این کشور را تحت کنترل داشتند. در دسامبر ۲۰۰۱، شورای امنیت سازمان ملل متحد نیروهای بین‌المللی کمک به امنیت (ایساف) را مأمور کمک به حفظ امنیت و دولت جدید افغانستان به ریاست حامد کرزی کرد. جنگ بیست ساله بین حکومت و طالبان با هجوم طالبان در سال ۱۴۰۰ و سقوط متعاقب کابل پایان یافت که طالبان را به قدرت بازگرداند. در برخی از منابع خبری محلی این است که با خون وارد شهر شدند. شایان ذکر است تا ۲۳ مه سال ۲۰۲۲ (مصادف با ۳ خرداد سال ۱۴۰۱) هیچ کشوری به شکل رسمی حکومت طالبان در افغانستان را به رسمیت نشناخته است.
تا پیش از هجوم شورشیان طالبان حکومت افغانستان به عنوان عضوی از سازمان ملل متحد، سازمان همکاری اسلامی، گروه ۷۷، سازمان همکاری اقتصادی و جنبش عدم تعهد شناخته می‌شد. اقتصاد افغانستان در جهان بنابر تخمین صندوق بین‌المللی پول برای سال ۲۰۲۰ با تولید ناخالص داخلی ۱۹٬۰۰۶ میلیارد دلار رتبهٔ ۱۱۲ جهان را داشت.

## نام‌شناسی
واژه افغانستان از دو بخش «افغان» و «ـستان» تشکیل شده است. افغان، نامی است که معمولاً در اشاره به پشتون‌ها استفاده می‌شود. این واژه به شکل ابگان در قرن سوم میلادی توسط شاهنشاهی ساسانی ایران و اوگانا در قرن ششم میلادی توسط ستاره‌شناس هندی واراهمیرا استفاده شده است. در نوشته‌های قرن دهم میلادی به بعد به‌طور مکرر به واژه افغان در آثار جغرافیایی اشاره می‌شود. ابن بطوطه، محقق معروف مراکشی که در سال ۷۱۱ خورشیدی(۱۳۳۳ میلادی) از منطقه کابل دیدن کرده بود، می‌نویسد: ما به کابل رهسپار شدیم، شهری که پیش‌تر شهری پهناور بود، اما امروزه از شکوهش کاسته و روستایی گشته که در آن قبیله‌ای از ایرانیان به نام افغان زندگی می‌کنند.
سرزمینی که به آن افغانستان گفته می‌شود قبلاً به نام خراسان و پیش از آن به نام آریانا خوانده می‌شد.
واژه افغانستان به عنوان نام این کشور قدمت زیادی ندارد و در سال ۱۳۰۲ ه‍.ش (۱۹۲۳) و در قانون اساسی امان‌الله شاه به تصویب رسید. واژه افغان در سال ۱۳۴۳ (۱۹۶۴) و در قانون اساسی تصویبی محمد ظاهرشاه با تعریفی تازه و به معنی همه افراد شهروند کشور افغانستان به‌کار رفت.

## تاریخ

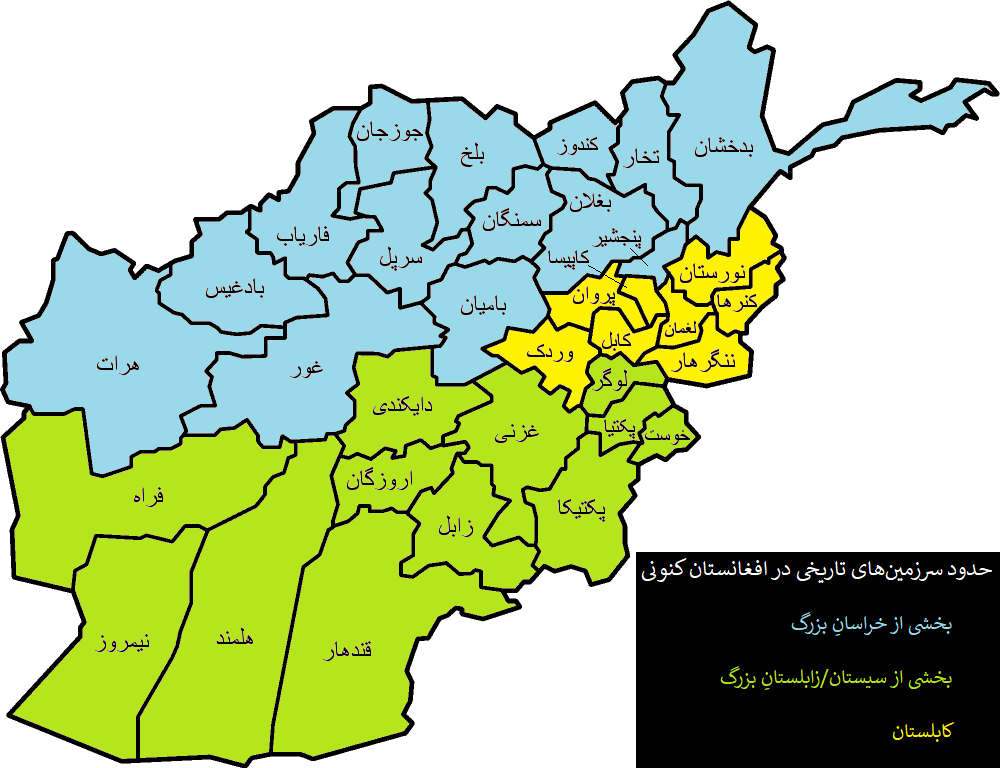
حدود سرزمین‌های تاریخی در افغانستانِ کنونی آبی: بخشی از خراسانِ تاریخی سبز: بخشی از سیستان/زابلستانِ تاریخی زرد: کابلستان

کاوش در مکان‌های ماقبل تاریخ افغانستان نشان می‌دهد که انسان‌ها حداقل در ۵۰٬۰۰۰ سال پیش در مناطقی که امروزه آن را افغانستان می‌نامیم زندگی می‌کردند و جوامع کشاورزی در این منطقه از نخستین تمدن‌ها جهان بوده است. بسیاری بر این باورند که افغانستان از نظر ارزش فعالیت‌های تاریخی اولیه مکان‌های باستانی خود با مصر مقایسه می‌شود.
اکتشافات باستان‌شناسی انجام شده در قرن بیستم نشان می‌دهد که منطقه جغرافیایی افغانستان از طریق فرهنگ و تجارت با همسایگان خود در شرق، غرب و شمال ارتباط تنگاتنگی داشته است. وسایل انسان‌های اولیه مربوط به دوره‌های پارینه سنگی، مزولیت، نوسنگی، برنز و آهن در افغانستان یافت شده است. اعتقاد بر این است که تمدن شهری از اوایل سال‌های ۳۰۰۰ قبل از میلاد آغاز شده است و شهر اولیه مندیگک (نزدیک قندهار و در جنوب کشور) مرکز فرهنگ در کنار رود هیرمند بوده است. یافته‌های اخیر نشان داد که تمدن دره سند به سمت افغانستان امروزی نیز گسترش یافته است، و تمدن باستان بخشی امروزی پاکستان، افغانستان و هند بوده است. این تمدن، از شمال غربی پاکستان تا شمال غربی هند و شمال شرق افغانستان گسترش یافته است. یک مکان بین دره سند و رودخانه آمو در شمال افغانستان پیدا شده است.

### پیشاتاریخ
اسکلت انسان نِئاندِرتال در طی اواسط دههٔ هفتاد میلادی در درهٔ کور در بدخشان، و همچنین استخوان گیجگاهی بزرگی یافت شده‌اند که به عقیدهٔ دانشمندان می‌بایست متعلق به انسان امروزی با ویژگی‌های نئاندرتالی باشد. لوئی دوپری، باستان‌شناس دانشگاه پنسیلوانیا راجع به کشف درهٔ کور می‌گوید:
شمال افغانستان شاید منطقه‌ای باشد که هوموساپینس‌های امروزی، یا دست کم گونه‌ای از انسان امروزی، از نظر فیزیکی و جسمانی تحول پیدا کرده و شروع به متحول کردن فناوری عصر حجر کردند.
در پناهگاه صخره‌ای در قَره‌کَمَر، در ۱۴ مایلی شمال سمنگان ابزاری متعلق به عصر حجر با قدمتی حدود ۳۰٬۰۰۰ پیش از میلاد به‌دست آمده‌اند. (نگارهٔ ۱) بیشتر از ۲۰٬۰۰۰ ابزار سنگی بدست‌آمده از آق‌کُپرُک (در ولایت بلخ) آنچنان ماهرانه ساخته شده‌اند که باستان‌شناسان اغلب از سازندگان این ابزار در آق‌کُپرُک به عنوان «میکل‌آنژهای دورهٔ پارینه‌سنگی فوقانی» یاد می‌کنند. آثار بدست‌آمده از آق‌کُپرُک متعلق به یک دورهٔ فرهنگی است که ۵۰۰۰ سال، از حدود ۲۰٬۰۰۰ تا ۱۵٬۰۰۰ سال پیش طول کشید. در دوره‌ای که هنرمندی ناشناس چهرهٔ یک مرد (یا یک زن؟) بر روی سنگ آهک کوچکی تراشیده - و یکی از نخستین ترسیم‌های چهرهٔ انسان ساخت دست است که به ما رسیده است. (نگارهٔ ۲)

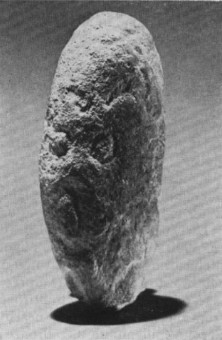
نگارهٔ ۲: سردیسی از انسان از آق‌کُپرُک، در ولایت بلخ، شمال افغانستان، پیرامون ۲۰٫۰۰۰ پیش از میلاد - نخستین ترسیم چهرهٔ انسان که تا اکنون در افغانستان کشف شده است.

#### دورهٔ پارینه‌سنگی زیرین افغانستان
ابزارهای مربوط به دورهٔ پارینه‌سنگی زیرین با قدمت بیش از ۱۰۰ هزار سال پیش در دشت ناوُر در غرب غزنی پیدا شده است. این ابزار شامل تعدادی ابزار سنگی ساخته شده از کوارتز است که شامل تراشه، ساطور، رنده، تیشه و تبر ابزار هستند. این آثار نخستین شواهد بدست‌آمده از دورهٔ پارینه‌سنگی زیرین در افغانستان هستند.

#### دورهٔ پارینه‌سنگی میانی افغانستان (۳۰٬۰۰۰–۵۰٬۰۰۰ پیش از میلاد)
آثار بدست‌آمده از درهٔ کور (کُر)، در غرب بدخشان، نخستین شواهد آشکار زیستگاه‌های انسان را در افغانستان نشان می‌دهد. طی کاوش‌هایی در درهٔ کور در سال ۱۹۴۴ توسط لوئی دوپری و همکارانش، ابزارهای موسترین و جمجمهٔ انسان نئاندرتال به‌دست آمده که مربوط به دورهٔ میان‌سنگی بوده و عمر آن را ۳۰ هزار سال پیش تخمین زده‌اند. از دیگر پایگاه‌های باستان‌شناسی مربوط به این دوره می‌توان از درهٔ چخماخ (در ولایت بلخ)، درهٔ دادِل (در ولایت بلخ)، دشت ناوُر (در ولایت غزنی)، غارِ مُرده‌گوسفند (در ولایت فاریاب)، حَیرَتان (در ولایت سمنگان)، قَرَه‌کَمَر (در ولایت سمنگان)، کِشم (در ولایت بدخشان)، سَرِ نمک (در ولایت سمنگان) و زَمبوکَن (در ولایت بلخ) نام برد.

#### دورهٔ پارینه‌سنگی فوقانی افغانستان (۱۰٬۰۰۰–۱۵٬۰۰۰ پیش از میلاد)
آثار به‌دست آمده از این دوره در آق‌کُپرُک (در ولایت بلخ)، درهٔ کلان (در ولایت سمنگان)، حَیرَتان (در ولایت سمنگان)، اسلام‌پنجه (در ولایت جوزجان)، کِلِفت (در ولایت بلخ)، کوک‌جَر (در ولایت سمنگان)، و سَرِ نمک (در ولایت سمنگان) یافت شده‌اند.

#### دورهٔ فراپارینه‌سنگی افغانستان (۸٬۰۰۰–۱۰٬۰۰۰ پیش از میلاد)
آثار به‌دست آمده از این دوره در آق‌کُپرُک (در ولایت بلخ)، باد آسیا؟ (در ولایت بدخشان)، بهارک؟ (در ولایت بدخشان)، برخَنِ زادیان (در ولایت بلخ)، درهٔ کلان (در ولایت سمنگان)، هزارسُم (در ولایت سمنگان)، قَرَه‌کَمَر (در ولایت سمنگان)، لَنگارکیش؟ (در ولایت بدخشان)، رحمان‌گُل (در ولایت بدخشان)، سَندوکتی (در ولایت جوزجان)، شاه‌تپه (در ولایت سمنگان)، سیاه‌ریگان (در ولایت سمنگان)، تاش‌گُذر (در ولایت فاریاب)، تاشقورغان (در ولایت سمنگان) و اوچ‌تپه (در ولایت بلخ) یافت شده‌اند.

#### دوره نوسنگی (۴٬۰۰۰–۸٬۰۰۰ پیش از میلاد)
از پایگاه‌های باستان‌شناسی مربوط به دورهٔ نوسنگی می‌توان از چاش‌بابا (در ولایت جوزجان)، چیلیکِ قُل (در ولایت جوزجان)، چیلیکِ یَلدَش (در ولایت جوزجان)، چیلیکِ یاس‌خان (در ولایت جوزجان)، گورزیوان (در ولایت فاریاب)، هزارسُم (در ولایت سمنگان)، جَرقودوق (در ولایت جوزجان)، کَوک (در ولایت جوزجان)، خواجه دوکوه (در ولایت فاریاب)، خواجه دوکوه نو (در ولایت فاریاب)، کیلیفت (در ولایت بلخ)، لَیرو؟ (در ولایت زابل)، قاق (در ولایت فاریاب)، قاقِ نظارآغا (در ولایت فاریاب)، قره‌قُل (در ولایت جوزجان)، قَره‌تپه (در ولایت سمنگان)، قورقودوق (در ولایت جوزجان)، سَفَروال (در ولایت جوزجان) و سیدآباد (در ولایت جوزجان) نام برد.
زمین‌های کشاورزی با قدمتی ۲۰٬۰۰۰–۳۰٬۰۰۰ پیش از میلاد، که در هزار سُم و در کوهپایه‌های هندوکش یافت شده‌اند، این واقعیت را تأیید می‌کنند که شمال افغانستان یکی از نخستین جایگاه‌های حیوانات و گیاهان خانگی بوده است؛

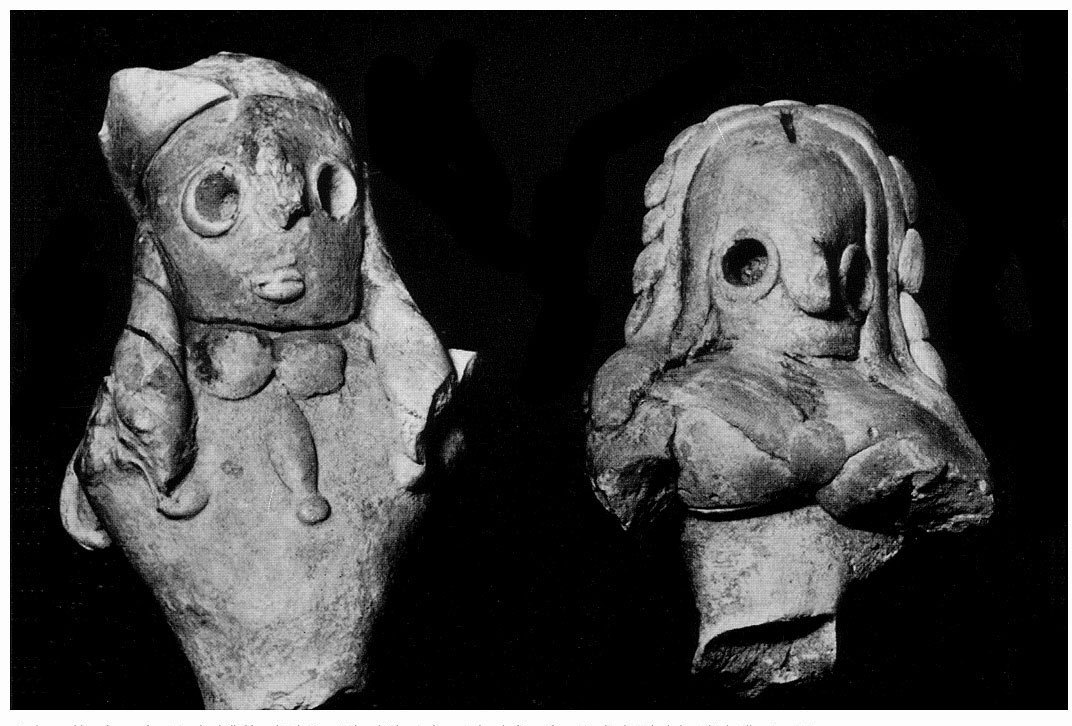
نگارهٔ ۳: تندیس‌های ایزدبانوان مادر از مُندیگَک (چپ) و تپهٔ دِه‌مُراسی (راست)، گِل پُخته، ولایت قندهار، هزارهٔ سوم پیش از میلاد.

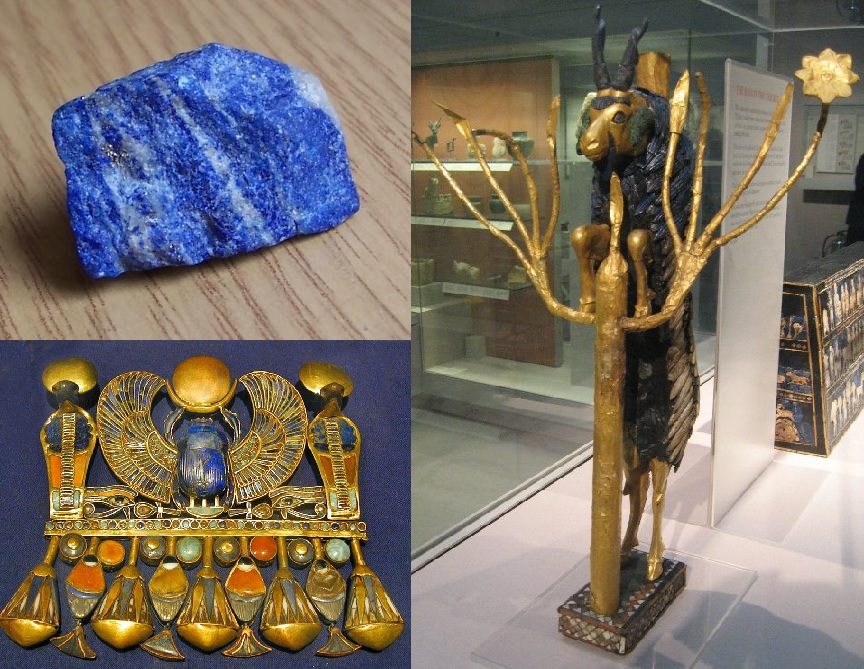
نگارهٔ ۴: سنگ لاجوَرد (لاتین: Lapis lazuli) نوعی سنگ قیمتی آبی‌رنگ است که تنها در افغانستان یافت می‌شود ولی از هزاران سال پیش در جهان خواهان زیادی داشته است. این سنگ در جواهرات فراعنهٔ مصر باستان، هنر خاور نزدیک باستان و تا هنر رنسانسِ ایتالیا به چشم می‌خورد. وجود ده‌ها تُن سنگ لاجورد به‌کاررفته در گنجینه‌های شاهان میان‌رودان (بین‌النهرین) و فراعنهٔ مصر باستان نشان‌دهندهٔ این واقعیت است که این سنگ قیمتی در آن عصر در اوج مُد بوده و نیاکان باشندگان افغانستان در تجارت و بازرگانی در عصر بُرُنز نقش پویایی داشتند. همچنین ضرورت انتقال این همه سنگ لاجورد از افغانستان به خاور نزدیک و مصر گواه بر موجودیت امکانات و تأسیسات پیشرفتهٔ بین راهی در آن عصر است. سمت چپ، بالا: نمونه‌ای از سنگ لاجوَرد. سمت چپ، پایین: لاجورد بکار رفته در یکی از زیورآلات توت‌عنخ‌آمون، یکی از فراعنهٔ مقتدر مصر باستان، ۱۳۵۲–۱۳۶۱ پیش از میلاد. سمت راست: لاجوَردِ بکار رفته در «قوچ در یک بیشه»، بدست‌آمده از مقبره‌های شاهی شهر باستانی اور، میان‌رودان (بین‌النهرین) باستان، عراق امروزی، ۲۵۰۰–۲۶۰۰ پیش از میلاد.

آثار به‌دست آمده از عصر بُرُنز در افغانستان (۱٬۵۰۰–۴٬۰۰۰ پیش از میلاد) در اکرم‌قلعه (در ولایت هلمند)، علی‌آباد (در ولایت کُندوز)، آق‌کُپرُک (در ولایت بلخ)، اَرَنجی (در ولایت جوزجان)، اَیَتان‌تپه (در ولایت سمنگان)، باد سه‌غوندَی (در ولایت قندهار)، باغِ پول‌غوندی (در ولایت قندهار)، بَرَگ‌توت (در ولایت فراه)، باسیز (در ولایت کُندوز)، بوئینه‌قره (در ولایت بلخ)، چادُرتپه (در ولایت بلخ)، چارسنگ‌تپه (در ولایت قندهار)، چولِ آبدان (در ولایت کُندوز)، دَم (در ولایت نیمروز)، درهٔ کور (در ولایت بدخشان)، دَشلی ۱ (در ولایت جوزجان)، دشلی ۳ (در ولایت جوزجان)، دشلی شرقی (در ولایت جوزجان)، دشلی جنوبی (در ولایت جوزجان)، تپهٔ دِه‌مُراسی (در ولایت قندهار)، ده نو (در ولایت سمنگان)، فرخ‌آباد (در ولایت بلخ)، گردان‌ریگ (در ولایت نیمروز)، هیردای‌تپه (در ولایت فاریاب)، قندهار، خوش‌بای (در ولایت تخار)، خوش‌تپه (تپه فُلول) (در ولایت بغلان)، کهنه قلعه طالقان (در ولایت تخار)، لَیرو (در ولایت زابل)، مُندیگَک (در ولایت قندهار)، مُندی‌حصار (در ولایت قندهار)، قونسای (در ولایت کُندوز)، قورغان‌تپه (در ولایت تخار)، سعید قلعه‌تپه (در ولایت قندهار)، سسماق (در ولایت تخار)، شهر صفا (در ولایت زابل)، شیرآباد (در ولایت سمنگان)، شورتوغَی (در ولایت تخار)، سیاه‌ریگان (در ولایت سمنگان)، اِسپیروَن (در ولایت قندهار)، تیکَر (در ولایت فاریاب) و اورته‌بُز (در ولایت تخار) یافت شده‌اند.

### تاریخ باستان

#### آریاییان
حول و حوش این دوره، تمدن آمو (BMAC) در آسیای میانه (شمال افغانستان، جنوب ترکمنستان، جنوب ازبکستان)، به‌دنبال فروپاشی عصر برنز، سقوط می‌کند، و دو قوم بزرگ ایرانی مادها و پارس‌ها به‌طور ناگهانی در سنگ‌نوشته‌های میخی میان‌رودان (بین‌النهرین) ظهور می‌کنند. از این دو قوم، مادها قوم مهم‌تر و بزرگتر بودند.
نخستین شواهد نوشته‌شده از شاهنشاهی ماد از هرودوت (Herodotus) به جای مانده، که وی از قومی در میان‌رودان در حدود ۸۳۶ پیش از میلاد یاد کرده که به شَلمانِسِر سوم، پادشاه آشوری خراج می‌دادند. آن‌ها خود را آریایی (یونانی: Areoi، لاتین: Arii) می‌نامیدند، و دیگران آن‌ها را ماد ("باشندگان سرزمین ماد، سرزمینی در شمال‌غربی ایران امروزی") می‌خواندند.
هلین سانسیسی-ویردنبورگ (Heleen Sancisi-Weerdenburg)، تاریخ‌دان هلندی و متخصص در تاریخ یونان باستان و هخامنشیان، عقیده دارد که هیچ سند واقعی مبنی بر حتی وجود امپراتوری ماد موجود نبوده و ماد یک ساختار حکومتی متزلزل بوده است.

#### هخامنشیان

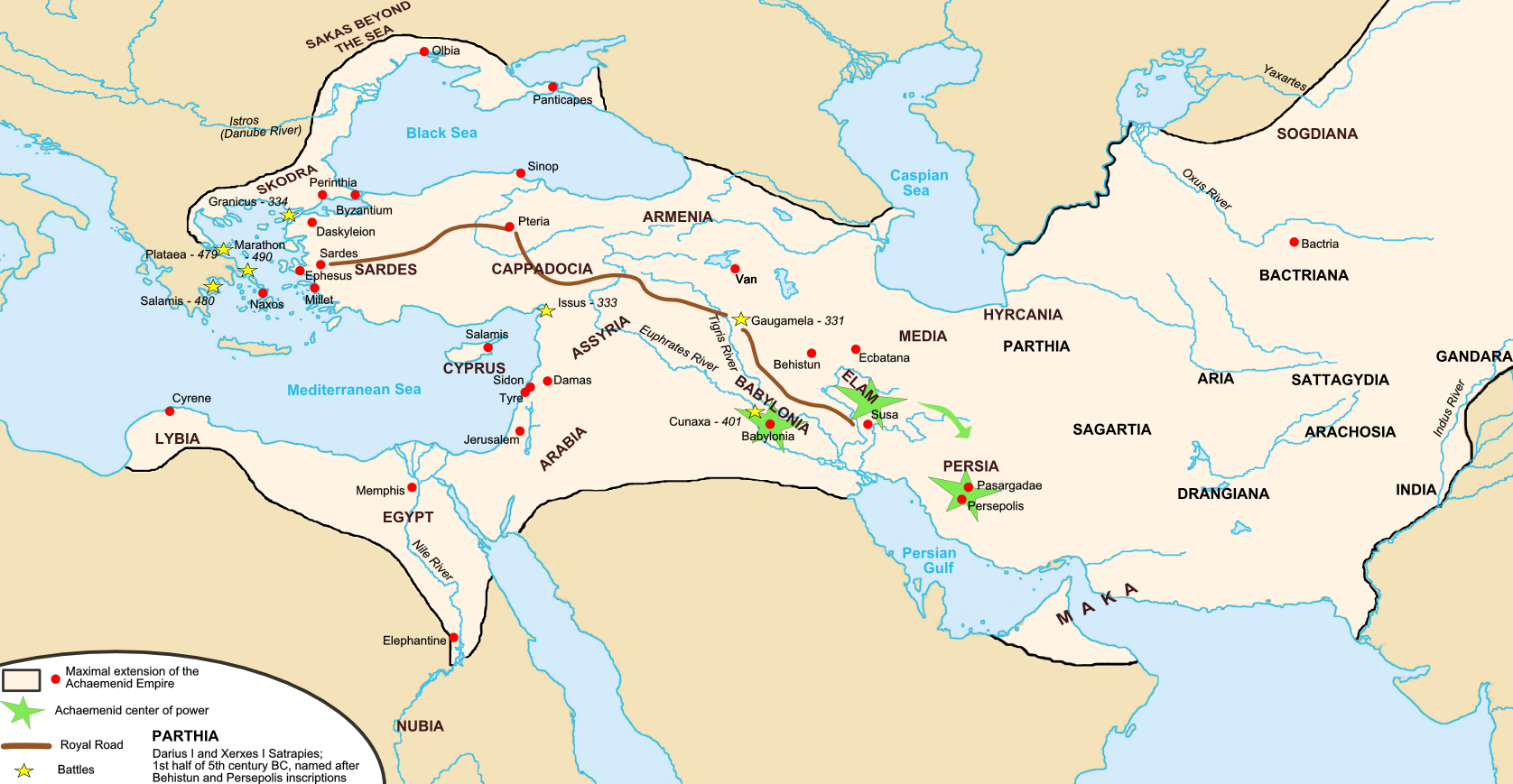
قلمرو هخامنشیان در دوران اوج خود، سرزمین‌های باختریش (Bactriana)، هَرَیوه (Aria)، زرنکه (Drangiana)، هَرَهُوَتیش (Arachosia)، ثته‌گوش (Sattagydia) و گنداره (Gandhara) از شاهنشاهی هخامنشیان افغانستان امروزی را دربرمی‌گرفتند.

از میان این ساتراپی‌ها، باختریش و هَرَهُوَتیش ساتراپی‌های اصلی را تشکیل می‌دادند و ساتراپ باختریش بایست یک مقام مهم بوده باشد. ظاهراً تعداد زیاد آن‌ها پسران شاه یا جانشینانشان مثیشته|mathišta بوده است. به‌گفتهٔ هرودوت، تاریخ‌نگار یونانی، در نبردهای سالامیس و ترموپیل بین سپاهیان هخامنشی و یونانی، در سپاهیان ایرانیان علاوه بر پارسی‌ها و مادها، باختری‌ها، هروی‌ها، گنداری‌ها و سکاها نیز شرکت داشته‌اند.
از مزایای فرمانروایی هخامنشیان بر افغانستان احداث جادهٔ شاهی است، یک راه تجاری که از تخت جمشید (پارسه یا پرسپولیس) بسوی شرق، از طریق هرات تا قندهار (که در سال ۵۰۰ پیش از میلاد جای مُندیگک را گرفته بود) و آنطرفتر بسوی شرق و از طریق گذرگاه خیبر بسوی هند کشیده شده بود. این جادهٔ شاهی یکی از مجموعه جاده‌هایی را شکل می‌داد که بعدها جاده ابریشم نام گرفت.

### آیین زرتشت و دوران یونانی

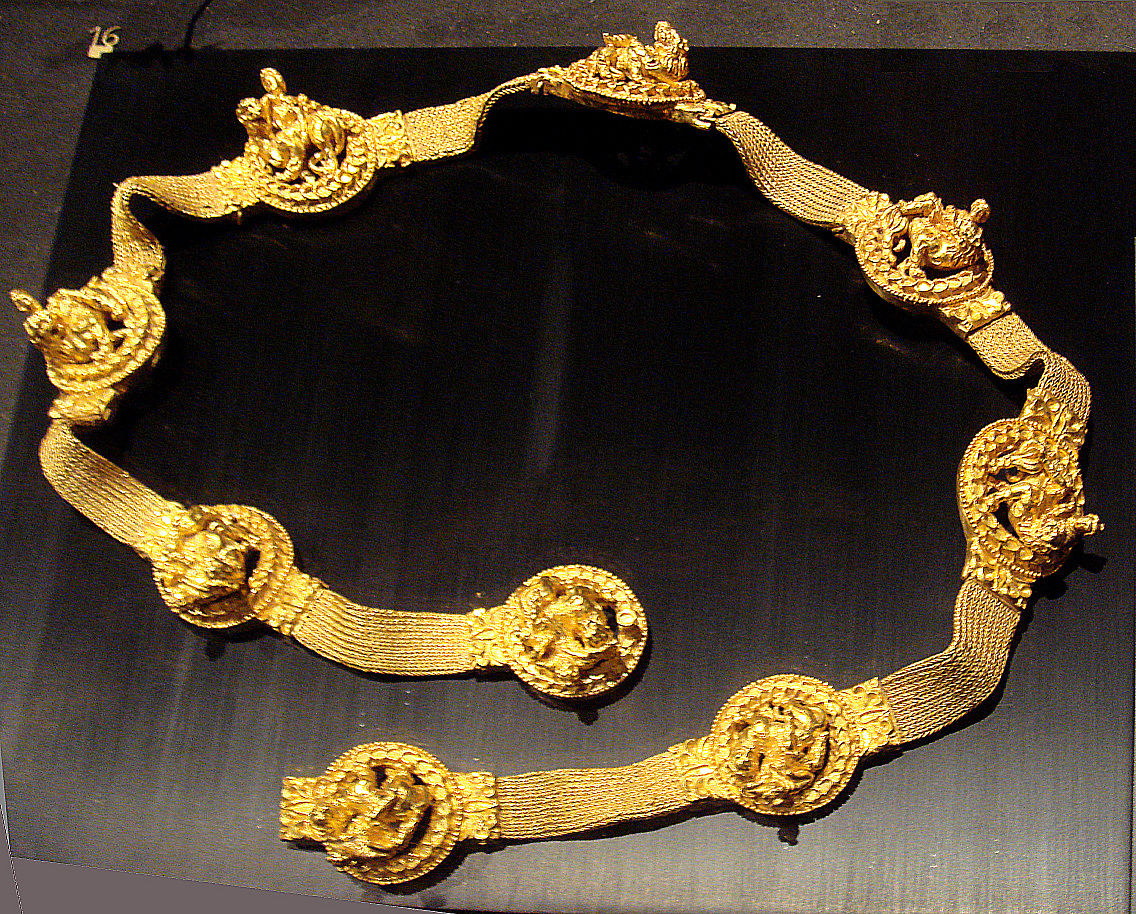
کمربند «طلای باختری» سکایی که دیونیسوس را نشان می‌دهد، از طلا تپه در منطقه باستان باختر

زرتشت در سده ششم پیش از میلاد در میان قبایل آرین (آریایی)ها ظهور کرد و دین زرتشتی را بین سال‌های ۱۸۰۰ الی ۸۰۰ قبل از میلاد در افغانستان فعلی معرفی نمود، زرتشت در بلخ می‌زیست و آنجا درگذشت. اما در اواسط قرن ۶ قبل از میلاد، هخامنشیان مادها را سرنگون کردند و اراکوزیا (قندهار)، آریا (هرات) و باختر (بلخ) را به قلمرو شان گنجانیدند. در کتیبه‌ای بر روی سنگ مزار داریوش اول پارسی از دره کابل در فهرست ۲۹ کشوری که وی فتح کرده بود نام برده شده است.

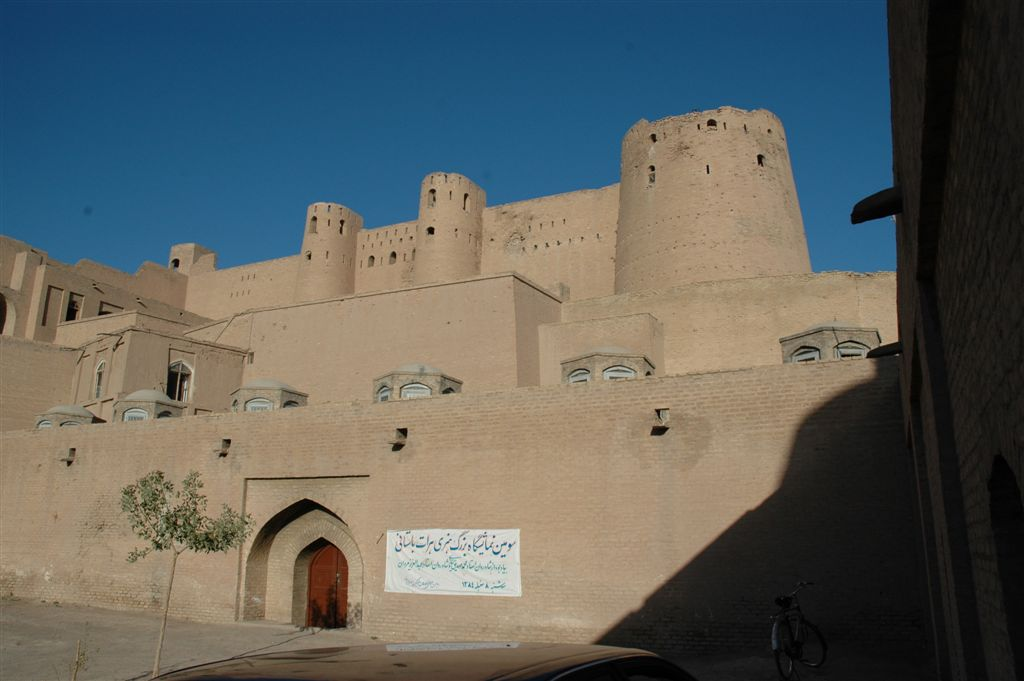
ارگ هرات (قلعهٔ اختیارالدین). اگرچه ساخت این ارگ در سال ۱۳۰۵ میلادی صورت گرفته، اما مسکن‌گزینی در اینجا به دوران باستان برمی‌گردد، قرن‌ها پیش از رسیدن اسکندر مقدونی، که گفته می‌شود دژ او هم در زیر این پُشته آرامیده است.

اسکندر بزرگ و نیروهای مقدونی وی در سال ۳۳۰ قبل از میلاد پس از شکست دادن داریوش سوم در نبرد گوگاملا وارد افغانستان شدند. پس از اشغال افغانستان اسکندر به ماوراءالنهر و هند رفته و شهرهای مانند اسکندریه اکسوس (آی خانم) و اسکندریه اراکوزیا (قندهار) را تأسیس نمود. آنچه که حائز اهمیت است شهرهایی است که در هنگام لشکرکشی او به ثبت رسیده است، مانند شهر آریا (هرات) فراده (فراه) دراپسکه (بغلان یا قندوز) زریسپه (بلخ) که وجود این شهرها ثابت می‌سازد باشندگان افغانستان باستان به مرحله شهرنشینی رسیده بوده علاوه بر طبقات زارع و مالدار، بازرگانان و اهل فن هم در شهرهای آن می‌زیستند.
از جمله اقدامات مهم و اساسی اسکندر در کشورهای تحت استیلا و تسلط خود شهرسازی بود، و در دوران کشورگشای او در افغانستان هفت شهر به‌دست وی یا جانشینانش تهداب‌گذاری شده که به نام اسکندریه معروف هستند. اسکندریه آریانا (Alexandria of Ariana) یکی از این شهرهاست که همان هرات امروزی است.

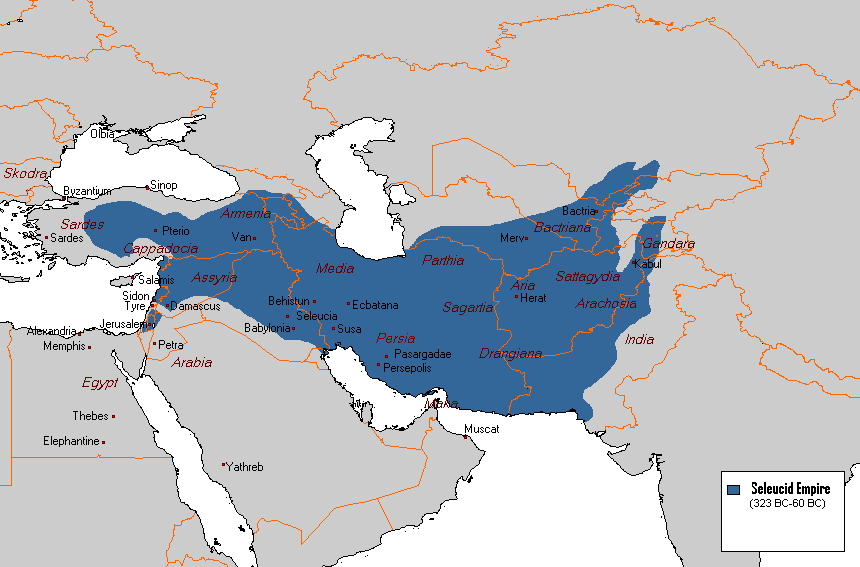
گستره امپراتوری سلوکیان حدود ۳۲۳ الی ۶۰ قبل از میلاد

بعد از مرگ اسکندر قلمرو اش بین فرماندهانش تقسیم گردیده و افغانستان به سلوکوس نیکاتور رسید. در این اثنا چندراگوپتا مؤسس مؤریایی‌ها مناطق جنوب هندوکش افغانستان را تصرف نموده و جانشینانش مثل آشوکا دین بودایی را به کشور آنجا عرضه داشتند. اما بعداً بخاطر دور بودن پایتخت سلوکیدها که در انطاکیه ترکیه قرار داشت دولت یونانی بلخ جانشین امپراتوری سلوکی در منطقه گردید که منجر به رونق مجدد فرهنگ یونانی توسط یونانی‌ها و باختری‌ها شد. موریائی‌ها که منطقه جنوب هندوکش را کنترل می‌کردند در سال ۱۸۵ قبل از میلاد و ۶۰ سال پس از پایان حکومت آشوکا آغاز شد، آنها زیر ضربات قبایل خانه بدوش سکایی سرنگون شدند. سکایی‌ها که کلمه مناطق سجستان یا سیستان از نامشان پیداست پس از گشودن افغانستان به هند شمالی حمله برده و آنجا حکمرانی نمودند. اما سکایی‌ها نیز بزودی زیر فشار حملات پارت‌ها از هم پاشیدند و جایشان را به دولت جدید پارتیان سپردند
|  |  |  |  |  |

سکاها و پارت‌ها با وجود آنکه اقوام جسوری بودند اما به دانش و فرهنگ کمتر توجه داشتند و اثر مهمی از این زمینه از خود بجا نگذاشتند؛ در حالی که موج بعدی حملات شمالی که معروف به قبایل یوچه بودند و امپراتوری کوشانی را اساس گذاشتند، نقش مهمی در بلند سطح دانش و اقتصاد افغانستان انجام دادند.

### آیین هندو و دوران بودایی

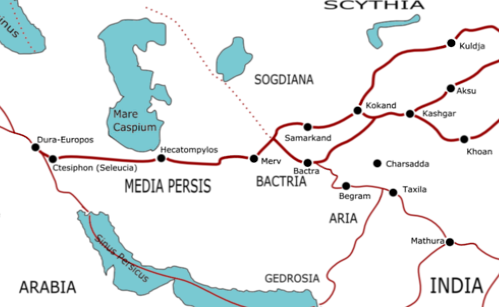
سرزمین‌های باستانی باختر (Bactria) و هریوه (Aria) افغانستان در این نقشه که موقعیت افغانستان امروزی را در جاده ابریشم نشان می‌دهند. این کشور به‌دلیل قرارگرفتن در مسیر شاهراه جاده ابریشم محل پیوندگاه فرهنگ‌ها و تمدن‌های بزرگ جهان بوده است.

جاده ابریشم در قرن اول پیش از میلاد مسیح پدیدار شد و افغانستان با تجارت رونق گرفت و مسیرهای آن به چین، هند، ایران و شمال به شهرهای بخارا، سمرقند و خیوه در ازبکستان کنونی رسید. در این مرکز، کالاهای مانند ابریشم چینی، نقره ایرانی و طلای رومی مبادله می‌شدند، در حالی که منطقه افغانستان کنونی استخراج و تجارت سنگ‌های لاجورد را انجام می‌داد که عمدتاً از منطقه بدخشان بود.
در اواسط الی اواخر قرن اول میلادی، امپراتوری گسترده کوشانی‌ها، که در افغانستان قرار داشت و مرکز آن بگرام بود به حامی بزرگ فرهنگ بودایی بدل شد و بودایی را در سراسر منطقه رونق بخشید. کوشانی‌ها در قرن ۳ میلادی توسط ساسانیان سرنگون شدند، هرچند آنها اقتدار شان در منطقه حاکم بود و در بعضی مناطقی از منطقه حکومت می‌کردند. پس از کیداری‌ها یا کوشانی‌های کوچک، هفتالی‌ها جایگزین آنها شدند. گوک ترک‌ها در قرن ۷ جایگزین آنها شد. گوک ترک‌های بودایی کابل قبل از اینکه صفاریان در سال ۸۷۰ منطقه را تسخیر کنند، با یک سلسله هندو شاهی جایگزین شد، این سلسله هندو کابل شاهیان نامیده می‌شد. بیشتر مناطق شمال شرقی و جنوبی کشور تحت سلطه فرهنگ بودایی بود. پیکره‌های یونانی-بودایی گنداره گرفته تا نگاره‌های دیواری مغاره‌های بامیان دستاوردهای این تمدن است.

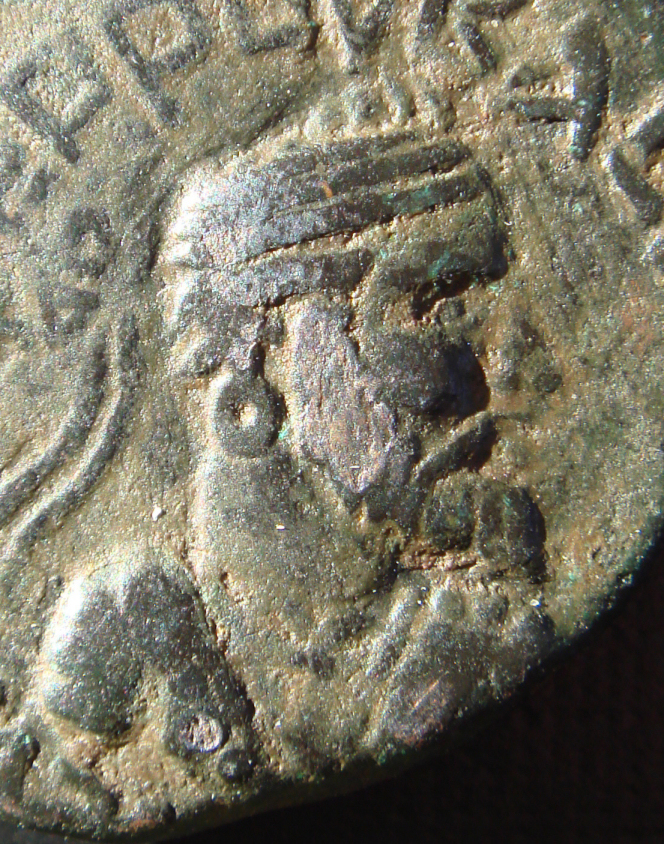
نگارهٔ گُندُفَر روی سکه‌ای بجای‌مانده از دوران وی در سرزمین باستانی گندهارا، افغانستان.

|  |  |  |  |  |

### دین اسلام و سده میانه

مسیر لشکرکشی‌های سلطان محمود

مسلمانان عرب اسلام را در سال ۶۴۲ م به هرات و زرنج آوردند و گسترش آن به سمت شرق را آغاز کردند. برخی از ساکنان بومی که با اسلام روبرو می‌شدند آن را می‌پذیرفتند در حالی که برخی دیگر شورش کردند. قبل از معرفی اسلام، مردم این منطقه بیشتر بودایی و زرتشتی بودند، اما پرستش کنندگان سوریا و نانا، یهودیان و دیگران نیز در آنجا بودند. اولین بار مناطق زنبیل‌ها و کابل شاهیان در سال ۸۷۰ میلادی توسط مسلمانان صفاری زرنج فتح شدند. بعداً سامانیان نفوذ اسلامی خود را در جنوب هندوکش گسترش دادند. گزارش شده است که مسلمانان و غیرمسلمانان قبل از به قدرت رسیدن غزنویان در قرن دهم، هنوز هم در کنار یکدیگر در کابل زندگی می‌کردند.
در قرن یازدهم، محمود غزنوی حاکمان هندوی باقیمانده را شکست داد و به‌طور مؤثر این منطقه وسیع را به استثنای کافرستان(نورستان فعلی) اسلامی کرد. محمود غزنی را به یک شهر مهم تبدیل کرد و از روشنفکرانی مانند مورخ ابو ریحان البیرونی و فردوسی شاعر حمایت می‌کرد. سلسله غزنوی توسط غوریان که دستاوردهای معماری آنها شامل منار جام است، سرنگون شد. غوریان قبل از خاندان خوارزمیان در سال ۱۲۱۵ کمتر از یک قرن افغانستان را کنترل کردند.

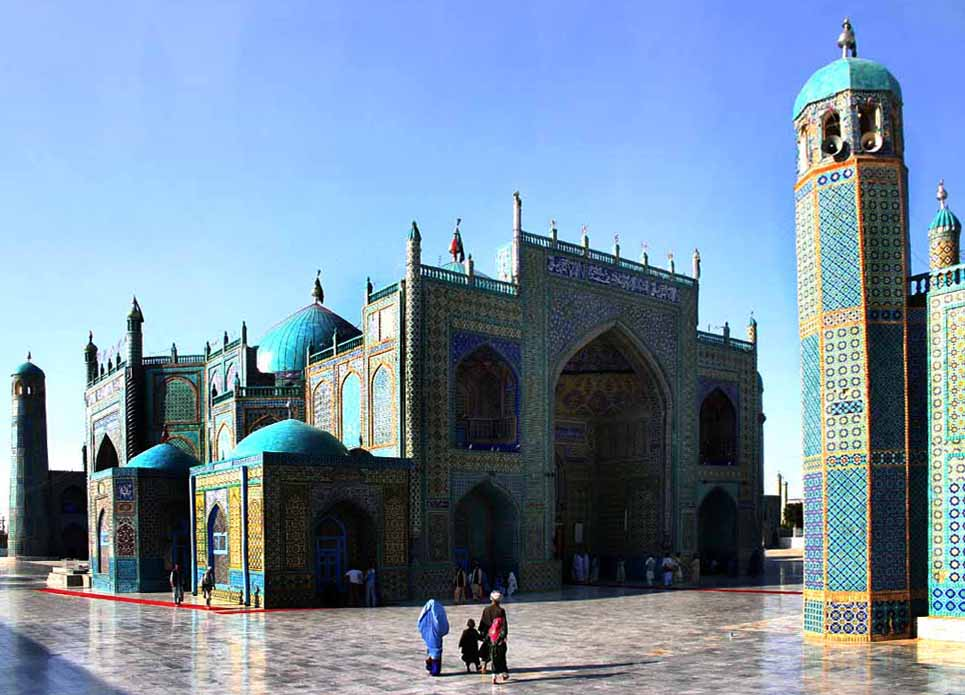
مسجد کبود در مزار شریف که در قرن پانزدهم ساخته شده است.

در سال ۱۲۱۹ پس از میلاد، چنگیز خان و ارتش مغول وی بر منطقه غلبه کردند. گفته می‌شود که نیروهای وی شهرهای خوارزمیان هرات، بلخ و همچنین بامیان را نابود کرده‌اند. ویرانی‌های ناشی از مغول‌ها بسیاری از مردم محلی را مجبور به بازگشت به یک جامعه روستایی ارضی کرد. حکومت مغول و ایلخانان در شمال غربی منطقه ادامه داشت در حالی که خاندان خلجی مناطق قبیله‌ای افغانستان را در جنوب هندوکش تا زمان حمله تیمور اداره می‌کردند. تیمور امپراتوری تیموریان را در سال ۱۳۷۰ تأسیس کرد. تحت حکومت شاهرخ شهر هرات به عنوان نقطه کانونی رنسانس تیموری در شرق، که شکوه آن برابر با فلورانس رنسانس ایتالیا در غرب بود مطابقت داشت.
در اوایل قرن شانزدهم، بابر از فرغانه وارد شد و کابل را از خاندان ارغون گرفت. بین قرن شانزدهم و هجدهم، خاندان ازبک بخارا، صفویان ایران و مغولان هند بر مناطقی این سرزمین حاکم بودند. در دوره قرون وسطایی، منطقه شمال غربی افغانستان با نام منطقه‌ای خراسان خوانده می‌شد. دو مرکز از چهار مرکز خراسان (هرات و بلخ) اکنون در افغانستان واقع شده‌اند، در حالی که مناطق قندهار، زابلستان، غزنی، کابلستان و افغانستان مرز بین خراسان و هندوستان را تشکیل داده بودند. با این حال، تا قرن نوزدهم اصطلاح خراسان معمولاً در بین بومیان برای توصیف کشورشان به کار می‌رفت، سر جورج الفینستون با تعجب نوشت که کشوری که در خارج از آن به آن «افغانستان» می‌گویند توسط ساکنان خود «خراسان» خوانده می‌شود.

### تشکیل افغانستان مستقل

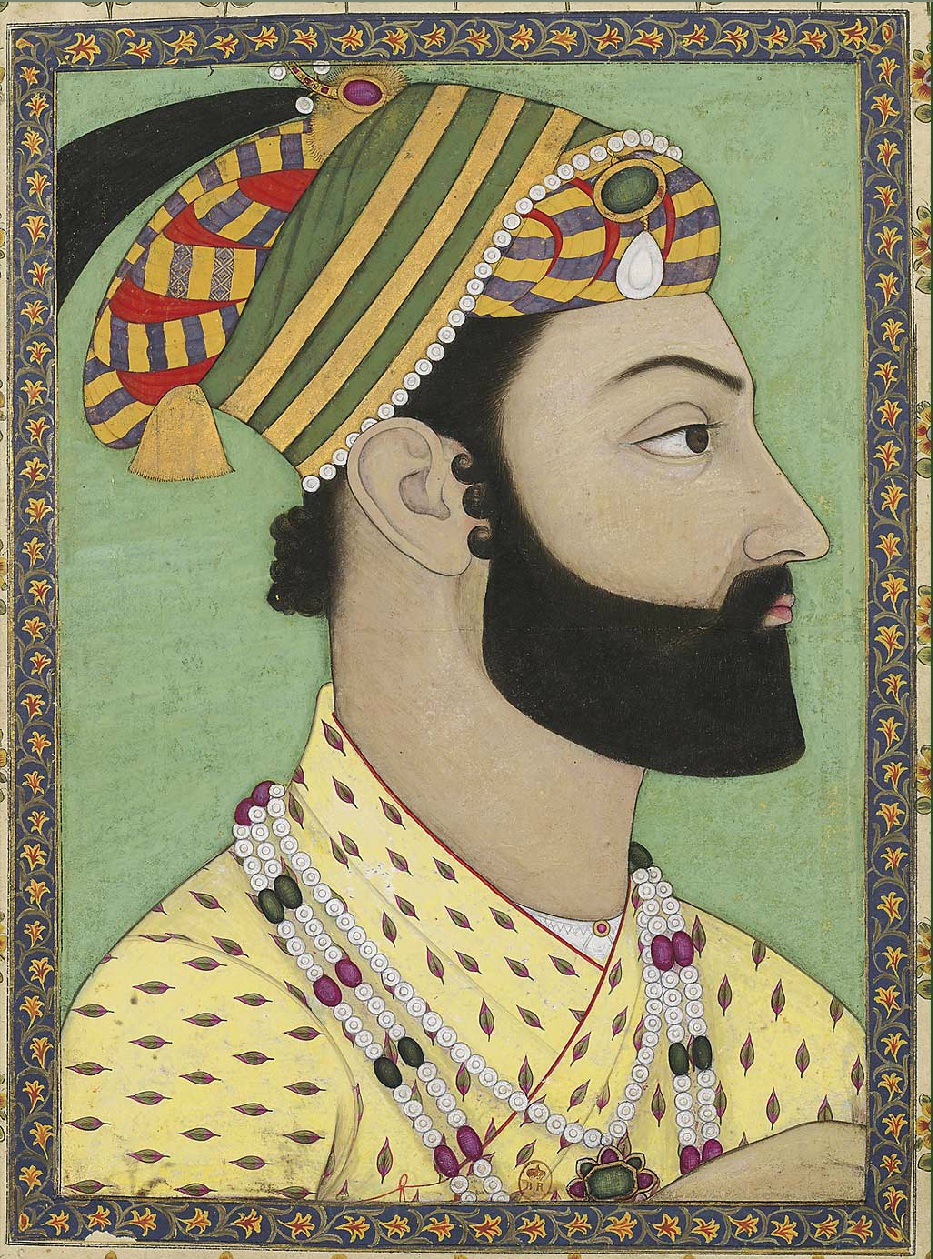
نگارهٔ از احمد شاه درانی ۱۷۵۷

### هوتکیان

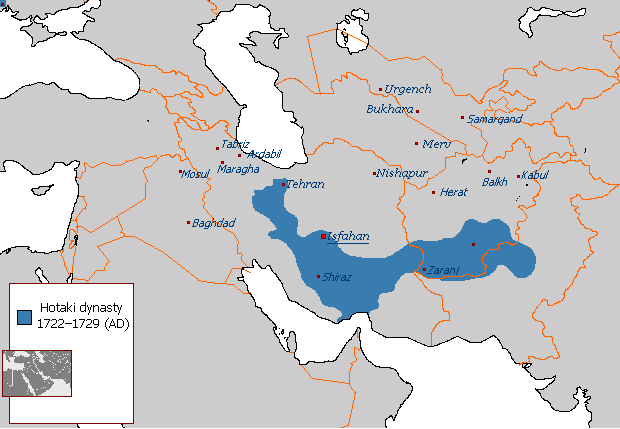
گستره هوتکیان در زمان شاه محمود هوتکی

آغاز تاریخ سیاسی افغانستان مدرن را با تأسیس سلسله هوتکیان در ابتدای سده هجدهم میلادی که در نتیجه خیزش قبایل پشتون (که به عنوان اوغان یا افغان نیز شناخته می‌شوند) اشتباه نگیرید. زمانی که در سال ۱۷۰۹ میلادی، سلسله هوتکیان با سرپرستی میرویس خان هوتک حکومت خود را در قندهار ایجاد کردند آنان خود را پادشاه ایران می‌دانستند و به همین منظور به اصفهان پایتخت سلسله صفوی حمله کرده و به حکومت شان بر بخش بزرگی از ایران پایان دادند. هوتکیان که دودمانی از قوم پشتون بودند توانستند ایران را یکپارچه کنند اما با خیزش نادرشاه افشار حکومت هوتکیان بر بخش بزرگی از ایران پایان یافت.

### درانیان

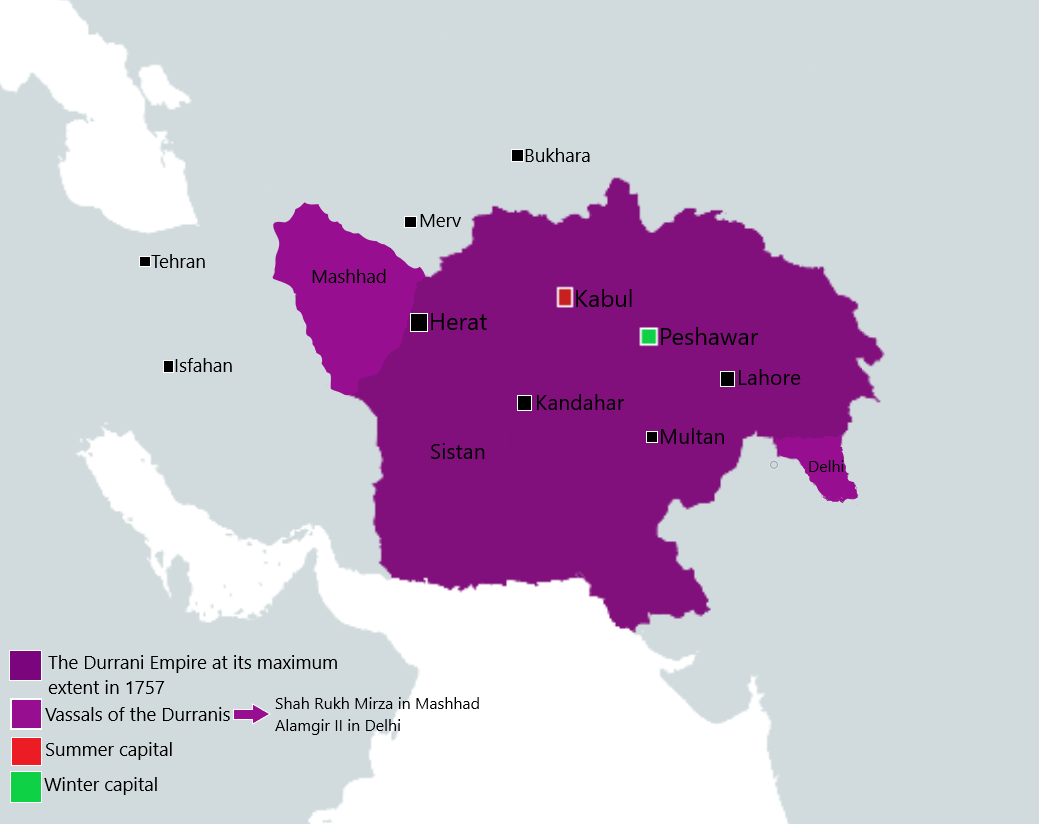
گستره امپراتوری درانی

احمدشاه ابدالی، در سال ۱۷۴۷ میلادی امپراتوری درانی را تأسیس کرده همانند سلطان محمود غزنوی و سلطان غیاث‌الدین غوری شروع به آغاز فتوحات بسوی هندوستان نمود.
دانشنامهٔ بریتانیکا، که یکی از معتبرترین منابع به‌زبان انگلیسی به‌شمار می‌رود، شاهنشاهی احمدشاه درانی را آخرین امپراتوری افغان خوانده است. این دانشنامه می‌افزاید که شاهنشاهی احمدشاه درانی پس از امپراتوری عثمانی، دومین امپراتوری جهان اسلام در نیمهٔ دوم قرن هجده بود که حدود قلمرو آن را از مشهد تا دهلی و از آمودریا تا دریای عرب دربر می‌گرفت.
الفنستون، محقق نامور انگلیسی، که از احمد شاه درانی به عنوان مؤسس افغانستان معاصر یاد کرده است، می‌نویسد: «احمدشاه خردمندانه، اساس یک امپراتوری بزرگ را نهاد. هنگام در گذشت او متصرفاتش از غرب خراسان تا سرهند و از آمو تا دریای هند گسترش داشت و این همه را یا با انعقاد پیمان به‌دست آورده بود یا عملاً (با زور شمشیر) تصرف کرده بود».
همو می‌افزاید: «به‌راستی اگر شاهی در آسیا سزاوار احترام ملت خویش باشد، جز احمدشاه کس دیگری نیست».
از سال ۱۱۶۰ هجری قمری (۱۷۴۷ میلادی به بعد حکومت مستقل افغانستان را همواره دو خانواده از طایفه ابدالی در دست داشته‌اند. از سال ۱۱۶۰هجری قمری (۱۷۴۷ میلادی) تا ۱۲۵۱ هجری قمری (۱۸۳۵ میلادی) تاج و تخت این کشور در دست سدوزایی‌ها بود؛ و از آن پس به خانواده محمدزایی که از همان طایفه بودند تعلق گرفت.
احمدخان سدوزایی دست به یکپارچه ساختن مملکت زد، کابل را تصرف نمود. همهٔ سرزمین‌های واقع در غرب رود سند را، از کشمیر تا دریای عمان، با پذیرفتن انواع مشکلات از دست مغولان هند باز پس گرفت. احمدشاه (احمدخان سدوزایی) ملقب به احمدشاه ابدالی ۱۲ مرتبه بر هند لشکر کشید در سال ۱۱۷۰ هجری قمری (۱۷۵۶ میلادی) دهلی را تصرف کرد و خزانه‌ای خود را با ثروت سرشار که از آنجا غنیمت گرفته بود انباشت.
بعد از مرگ احمدشاه در سال ۱۱۸۷ هجری قمری (۱۷۷۳ میلادی) تا چهل و پنج سال بعد همچنان رقابت و کشمکش و دسیسه چینی در میان مدعیان حکومت در طایفهٔ سدوزایی ادامه یافت؛ این وضع باعث از هم گسیختگی خاندان حاکم گشت و چیزی نمانده بود که افغانستان را نیز از هم بپاشد.
پسر دوم و جانشین احمدشاه، یعنی تیمورشاه، پایتخت خود را از قندهار به کابل انتقال داد و مدت بیست سال از (۱۱۸۷ هجری قمری (۱۷۷۳ میلادی)-۱۲۰۸ هجری قمری(۱۷۹۳ میلادی)) بر قلمرو وسیع اما نا مطمئن حکم می‌راند. تیمور شاه بیست و سه پسر داشت اما نتوانست برای خویش جانشین تعین کند. طی بیست و پنج سال شاهزادگان سدوزایی مشغول توطئه و تحریک برای دست یافتن به حکومت کابل بودند و قلمرو این حکومت هم به مرور زمان از هم می‌پاشید. در این مدت از میان پسران تیمور شاه، سه برادر هر کدام برای چند صباحی و یکی از ایشان دو بار به حکومت رسیدند، و هریک از ایشان نیز بزودی قربانی توطئه‌های خانوادگی گردیدند. بعد از اینکه این برادران رئیس طایفه‌ای محمدزایی به قتل رساندند و پسر بزرگ وی فتح محمدخان (وزیر فتح خان) را کور کردند، کاسه‌ای صبر محمدزایی‌ها لبریز شد. این طایفه علم طغیان علیه سدوزایی‌ها را بلند کرد، و در سال ۱۲۳۳ هجری قمری (۱۸۱۸ میلادی) دوست محمدخان، جوانترین پسر رئیس طایفه محمد زایی، حاکم سدوزایی را در حوالی کابل شکست داد.

### بارکزی‌ها

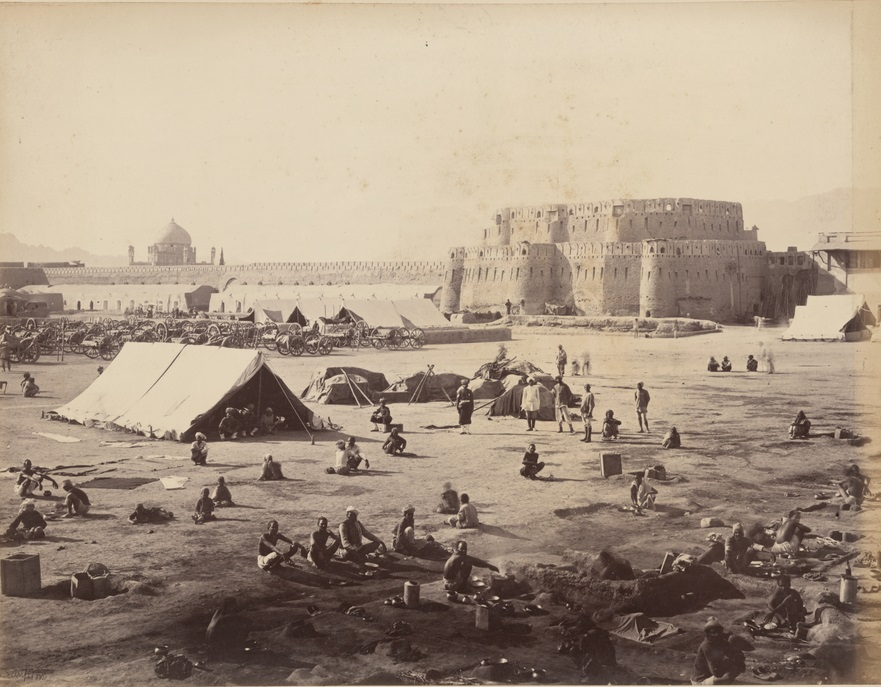
سربازان راج بریتانیا و ارتش امپراتوری درانی در نبرد میوند کندهار، ۱۸۸۰. این دیوار بزرگ دفاعی قندهار توسط نادر شاه افشار تخریب گردید.

در اوایل قرن نوزدهم، امپراتوری افغانستان در معرض تهدید قاجاریان ایران در غرب و امپراتوری سیک در شرق قرار داشت. وزیر فتح خان، رهبر قبیله بارکزی نیز ۲۱ نفر از برادران خود را در مقام‌های بالای حکومتی در سراسر امپراتوری درانی منصوب نموده بود. پس از کشته شدن فتح خان توسط شاه، برادران وزیر فتح خان به هدف خونخواهی برادر قیام کردند تا اینکه دوست محمد خان که برادر فتح خان بو در سال ۱۸۲۳ خود را امیر اعلام کرد.
در این روزها از قلمرو وسیع سدوزایی چیز چندانی باقی نمانده بود. بلخ دعوای استقلال می‌کرد، مرو و کوشک به تصرف روسیه تزاری درآمده بودند، رانجیت سینگه والی ایالت پنجاب نیز اعلان حکومت نمود. انگلیس‌ها بر بلوچستان دست انداخته بودند و سند نیز در مقابل حکومت افغان‌ها تمکین نمی‌کرد.
دوست محمدخان در چنین شرایط بحرانی به سال ۱۲۵۰ هجری قمری (۱۸۳۵ میلادی) خود را امیر افغانستان خواند. دوست محمد از انگلیس‌ها که عملاً از سیک‌ها حمایت می‌کردند تقاضا نمود تا بر سر مسئله پنجاب میان ایشان میانجیگری نمایند و در ضمن به انگلیس قول داد که افغان‌ها مانع پیشروی روس‌ها از شمال به جانب جنوب شوند. دوست محمد خان وقتی زمام امور را در دست گرفت که دو امپراتوری بزرگ روسیه و انگلیس سرگرم پیش‌روی‌ها و توسعهٔ قلمرو خویش بودند. افغانستان به صورت مانع و حد فاصل طبیعی و کوهستانی در میان این دو امپراتوری، به مهره‌ای پیاده‌ای در رقابت شطرنج وار این قدرت‌های بزرگ قرن ۱۹ و دست آخر به سپری برای جلوگیری از تصادم آن دو، بدل شد.

### جنگ اول افغان و انگلیس

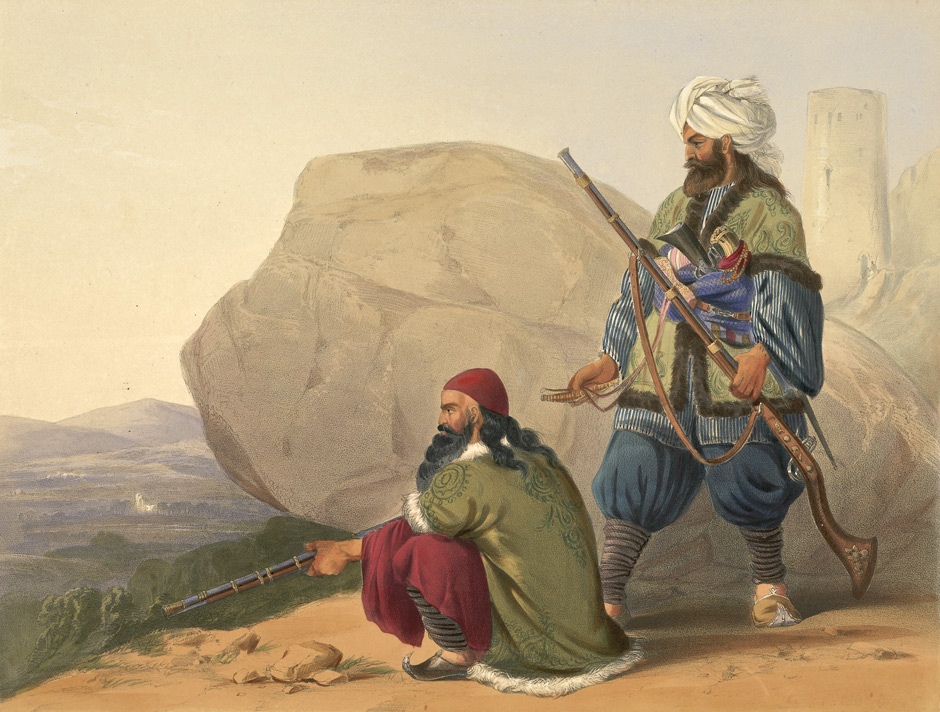
جنگجویان قبایلی افغان در ۱۸۴۱ که توسط افسر بریتانیایی جیمز رتری نقاشی شده است.

#### زمینه
در اواخر سده نوزدهم میلادی، افغانستان به یک دولت حائل در «بازی بزرگ» بین امپراتوری‌های بریتانیا و روسیه تبدیل شد..
در خلال این مدت پنجاب و کشمیر توس رنجیت سینگ، که در مارس ۱۸۲۳ به خیبر پختونخوا حمله کرد و شهر پیشاور را در جنگ نوشرا تصرف کرد، از دست رفتند. در سال ۱۸۳۷، در جریان نبرد جمرود در مجاورت گردنه خیبر، وزیر اکبر خان و ارتش افغانستان نتوانستند قلعه جمرود را از ارتش سیک‌ها تصرف کنند، اما فرمانده سیک هاری سینگ نالوا را به قتل رساندند و به این ترتیب جنگ‌های افغان و سیک پایان یافت. در این زمان انگلیسی‌ها از شرق در حال پیشروی بودند و اولین درگیری بزرگ در جریان بازی بزرگ آغاز شده بود.
وقتی دوست محمد در مبارزه با سیک‌ها از انگلیس کمک خواست آن‌ها حاضر نشدند که به وی کمک کنند، چه که آن‌ها آخرین حملات دوران احمدشاه بر هند را هنوز بخاطر داشتند و بخود اجازه نمی‌دادند تا افغان‌ها این مردمان کوه‌نشین و دیرآشنا و حادثه جو را تهدیدی برای سلطه‌ای خود بر هند ندانند. همین احساس خطر بالاخره باعث شد که دوست محمدخان دو سال بعد از حکومت افغانستان کنار رود. وقتی دوست محمدخان از انگلیس استمداد کرد که هرات نیز در محاصرهٔ ایران بود. انگلیس‌ها از پیش‌روی ایران و پیش‌روی روسیه در آسیای مرکزی بیشتر احساس خطر کردند. وقتی انگلیس‌ها به درخواست امیر دوست محمد جواب منفی دادند، وی نیز ناگزیر دست به دامان تزار روس زد. در این وقت انگلیس خطر را بسیار جدی تلقی نموده اعلان نمود که برای حفظ هند بریتانیایی در مقابل دست درازی‌های روسیه ضرورت می‌داند تا در کابل یک حکومت دوست انگلیس باشد، در این وقت شاه شجاع، شاهزاده مخلوع و بی‌تخت و تاج سدوزایی اعلان کرد که هرگاه انگلیس‌ها در رسیدن به حکومت کابل به وی کمک کنند، او حاضر است که پیشاور را به سیک‌ها واگذارد.
تا این هنگام ایرانی‌ها هرات تخلیه کرده بودند، اما با این حال انگلیس‌ها افغانستان را باید به‌دست می‌آوردند، و بدین ترتیب نخستین جنگ انگلیس و افغانستان (۱۲۵۴ هجری قمری (۱۸۳۸ میلادی) - ۱۲۵۸ هجری قمری (۱۸۴۲ میلادی)) آغاز می‌شود.

#### حمله
در سال ۱۸۲۳، انگلیس به افغانستان لشکر کشید، دوست محمد خان برای مساعدت از روس‌ها ابتدا به بخارا رفت اما در عدم همکاری آنان وی به افغانستان بازگشته خود را تسلیم انگلیس‌ها نمود، انگلیس‌ها هم وی را به هندوستان تبعید کرد و حاکم قبلی، شاه شجاع را جایگزین او کرد. به دنبال یک قیام سازماندهی شده توسط وزیر اکبر خان در سال ۱۸۴۲، نیروهای کبیر انگلیس و هند در حال عقب‌نشینی از کابل به جلال‌آباد به فرماندهی الفینستون کاملاً نابود شدند.

#### نتیجه
افغان‌ها نبرد اول شان با انگلیس را پیروز شده کشورشان را بازپس گرفتند، انگلیسی‌ها دوست محمد خان را دوباره به قدرت نشانده و نیروهای نظامی خود را از افغانستان بیرون کشیدند.

### دومین نبرد افغان و انگلیس

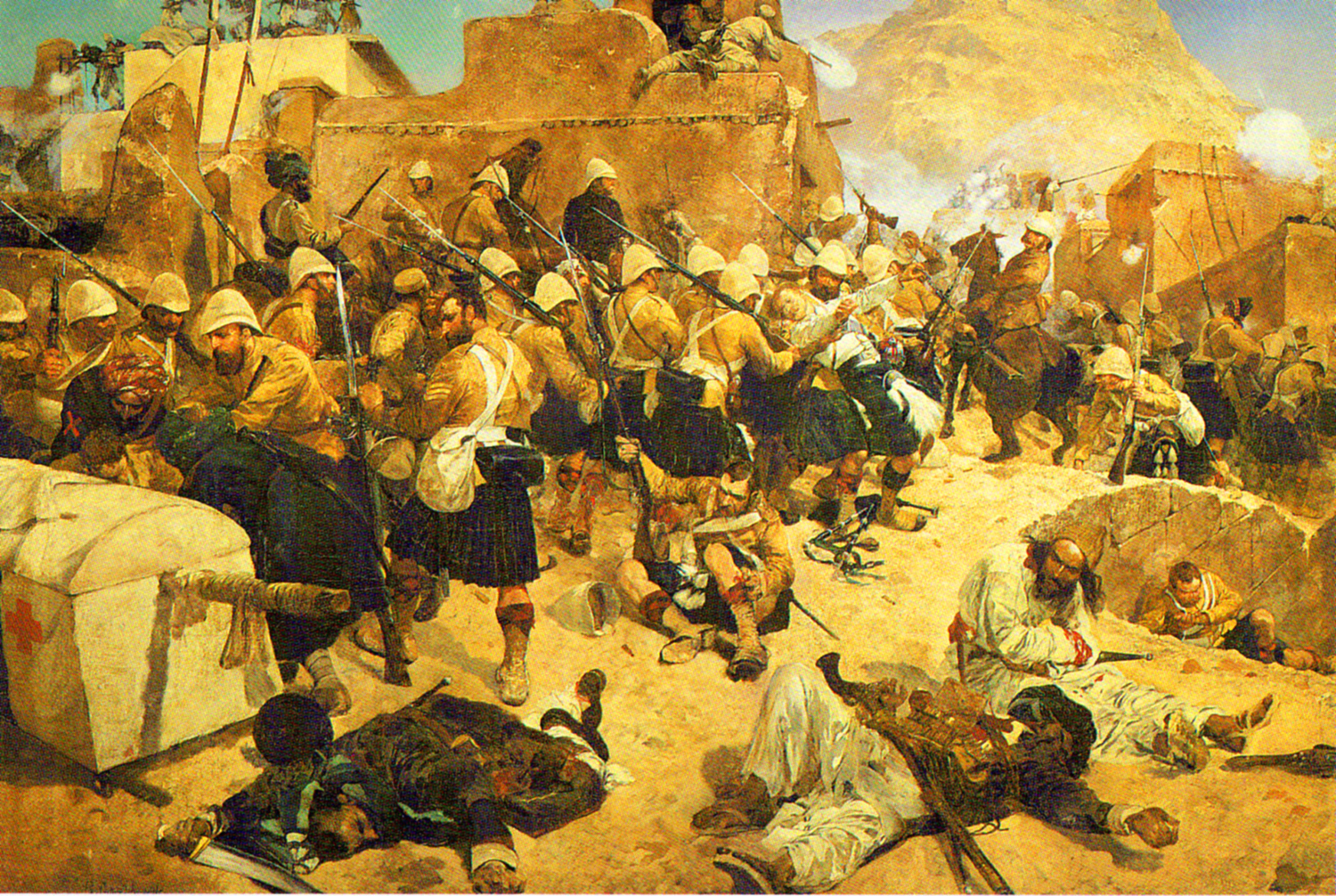
نبرد میوند رنگ روغن اثر ریچارد کاتون وودویل.

#### زمینه
در سال ۱۸۴۷، جنگ دوم انگلیس و افغانستان به دلیل بهبود روابط امیر شیر علی خان با روسیه آغاز گردید.

#### حمله
وقتی انگلیس‌ها از طرف جنوب، افغانستان را اشغال کردند، امیر شیرعلی‌خان از روس‌ها استمداد کرد، ولی پاسخی نیافت و ناگزیر اداره امور را به فرزندش یعقوب خان سپرد و خود به امید جلب کمک رهسپار شمال گشت، روس‌ها تنها کمکی که به وی کردند این بود که توصیه نمودند به پایتختش برگردد و با انگلیس‌ها از در صلح درآید. امیر شیرعلی ناامید، افسرده و در هم شکسته در مزارشریف چشم از جهان فروبست.

#### نتیجه
بریتانیای‌ها پیروز شدند و انگلیس به عنوان بخشی از معاهده گندمک سال ۱۸۷۹ کنترل روابط خارجی افغانستان را به‌دست‌آورد. در سال ۱۸۹۳، مورتیمر دیورند امیر عبدالرحمن خان را مجبور ساخت تا یک توافق‌نامه جنجالی را که بیش از ۵۰٪ خاک افغانستان را به انگلیس واگذار می‌کرد، امضا کند که در آن قومیت‌های پشتون و بلوچ توسط خط دیورند تقسیم شده باشند. این یک شکاف سیاسی استاندارد در زمان حاکمیت بریتانیا بود که موجب تیره شدن روابط، به ویژه با کشور جدید بعدی پاکستان با افغانستان گردیدید. آنها عبدالرحمن خان را جایگزین ایوب خان که قهرمان جنگ دوم افغان و انگلیس (نبرد میوند) بود، کردند تا در افغانستان حکومت نماید.

### افغانستان مدرن

#### عبدالرحمن خان

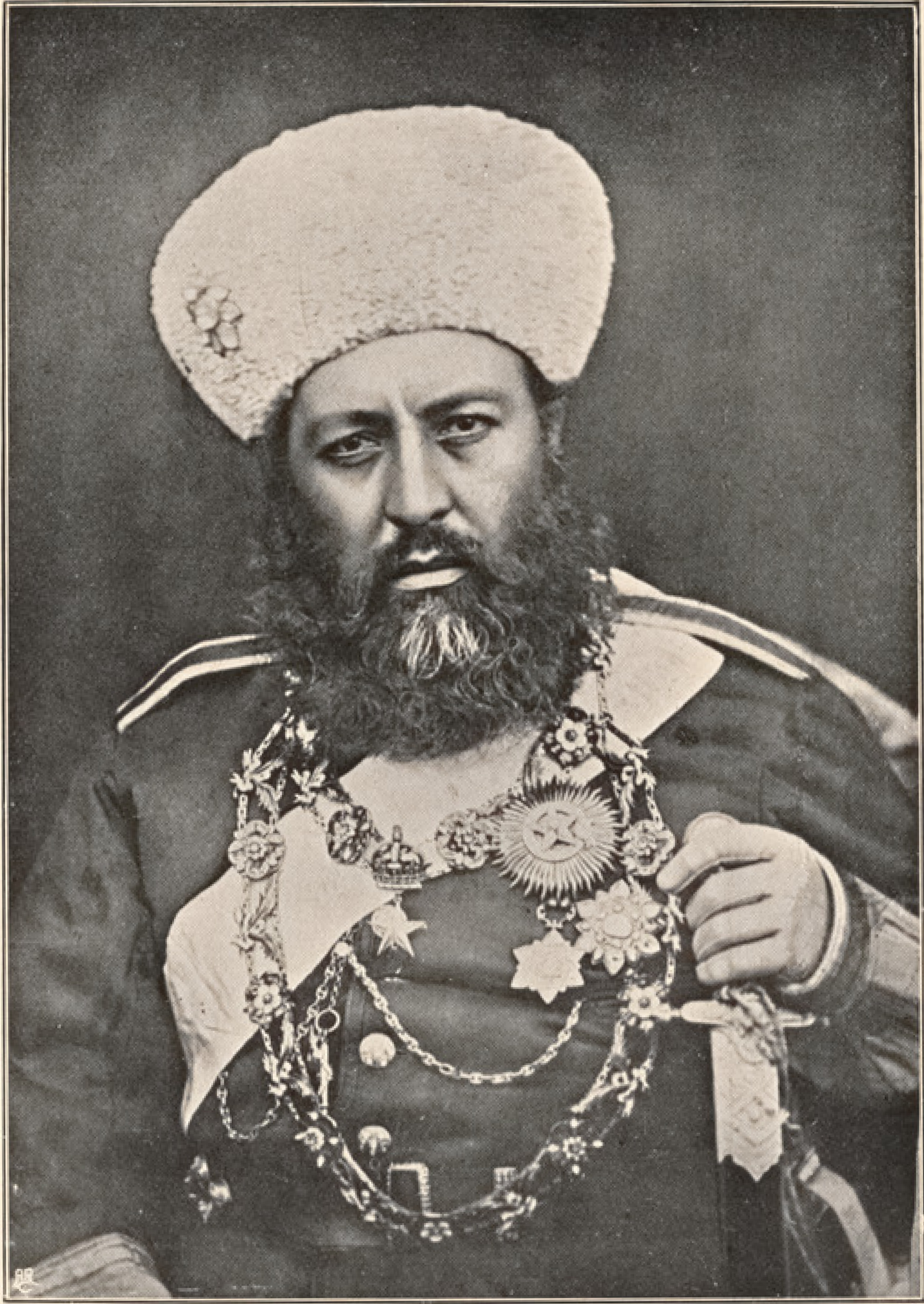
عبدالرحمان خان

عبدالرحمن‌خان که دست نشانده انگلیس بود از سوی آنها تماماً اکمالات می‌شد تا وحدت افغانستان را حفظ کند و به عنوان کشور قدرتمند سر راه روسیه تزاری باشد؛ بنا براین وی تمام قبایل افغانستان را سرکوب و مطیع خود ساخت.
کافرستان منطقه بت‌پرست امپراتوری از نظر سیاسی مستقل بود تا اینکه در سال ۱۸۹۱–۱۸۹۶ توسط عبدالرحمن خان فتح شد. وی به خاطر ترفندها و روشهای بی‌رحمانه خود در سرکوب قبایل به «امیر آهنین» معروف بود. امیر آهنین خطوط ریلی و تلگرافی که از امپراتوری‌های روسیه و انگلیس می‌آمد را «اسبهای تروا» می‌دانست و از توسعه راه‌آهن در افغانستان جلوگیری می‌کرد. وی در سال ۱۹۰۱ در بستر مریضی درگذشت و پسرش حبیب‌الله خان جانشین وی شد.

#### حبیب‌الله خان
در خلال جنگ جهانی اول، وقتی افغانستان بی‌طرف بود، حبیب‌الله خان توسط مقامات قدرتهای محور، نیدر مایر هنریگ نماینده اعزامی آلمان را ملاقات کرد تا استقلال کامل خود را از انگلستان اعلام کرده، به نیروهای محور پیوسته و به هند بریتانیایی حمله کند، به عنوان بخشی از توطئه هندو-آلمان، تلاش‌های آنها برای آوردن افغانستان به قدرت‌های محور با شکست روبرو شد، اما باعث نارضایتی مردم به دلیل حفظ بی‌طرفی در برابر انگلیس شده و تشکیل جنبش مشروطه خواهی کشور گردید. حبیب‌الله خان در طی یک سفر به قصد شکار و تفریح به ولایت لغمان، در سال ۱۹۱۹ توسط مشروطه خواهان ترور شد و امان‌الله خان پسرش قدرت را به دست گرفت. امان‌الله خان که یکی از حامیان سرسخت لشکرکشی‌های ۱۹۱۵–۱۹۱۶ نیروهای محور بود، جنگ سوم افغان و انگلیس را برانگیخت و از طریق خیبر به هند انگلیسی حمله برد.

#### جنگ سوم افغان و انگلیس

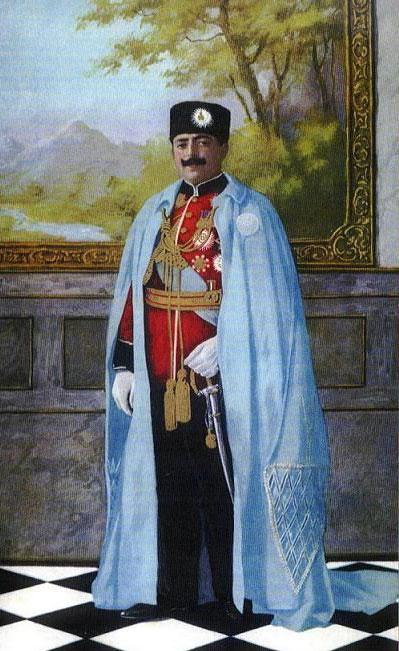
شاه امان‌الله خان که در سال ۱۹۱۹ به امپراتوری هند بریتانیایی حمله کرد و استقلال کامل افغانستان را به‌دست‌آورد.

موضوع استقلال افغانستان و جنگ سوم افغان-انگلیس از سوی بریتانیا کم‌اهمیت و خیلی کوچک جلوه داده شد، با وجودی که جنگ سوم افغان-انگلیس از جمله جنگ‌های بزرگ به‌شمار می‌رود که دران بیش از ۱۶ میلیون پوند خسارات مالی به کشور بریتانیا وارد شد و حدوداً ۲۰۰۰ افراد نظامی آن‌ها نیز درین جنگ هلاک شدند.
در ۱۹ اوت ۱۹۱۹، پس از جنگ سوم افغان و انگلیس (معروف به جنگ تل) و امضای معاهده راولپندی، این کشور دوباره کنترل امور خارجه خود را از بریتانیا پس گرفت. واژه افغانستان به عنوان نام یک کشور در سال ۱۳۰۲ و در قانون اساسی امان‌الله شاه به تصویب رسید. آغاز پادشاهی امان‌الله شاه در سال ۱۳۰۲ آغاز تاریخ مستقل افغانستان است.
او برای اینکه به عقب ماندگی و انزوای کشور سنتی اش خاتمه دهد، تصمیم گرفت رابطه سیاسی افغانستان را با کشورهای غربی مخصوصاً اتحاد جماهیر شوروی و جمهوری ویمار آلمان آغاز کند و در این راستا سفرش به اروپا را در سال‌های ۱۹۲۷–۲۸ آغاز کرد. وی ابتدا به هند بریتانیایی رفته و از راه دریایی بمبئی به ایتالیا رفت که دلیل سفر وی نیز درخواست شاه ایتالیا از امان‌الله خان برای بازدید از کشورشان بود، سپس راهی فرانسه شده در آنجا شهرداری پاریس به پاس احترام تخت خواب ناپلئون را در اختیار امان‌الله شاه قرار داد، بعداً به آلمان رفته دولت آن کشور یک فروند هواپیما را به رسم دوستی پیشکش امان‌الله شاه نمود. وقتی او به انگلستان رفت مقامات سیاسی لندن کوشش زیادی به خرج دادند تا مانع سفر وی به روسیه شوند اما موفق نشدند. در روسیه وی از تأسیسات صنعتی و نظامی آنجا بازدید نموده راهی ترکیه شده و با استقبال امپراتور عثمانی و مردم ترکیه به عنوان غازی جهان اسلام و شکست دهنده انگلیس قرار گرفت. وی از راه ایران به افغانستان برگشت و لازم است ذکر شود که امان‌الله شاه توافقات و همکاری‌های سیاسی، اقتصادی و نظامی زیادی را با کشورها غربی به انجام رسانید. کلید تمام این ماجراها محمود طرزی پدر زن و وزیر خارجه دولت امانی بود و در واقع کوشش‌های او بود که آموزش رسمی در افغانستان را اجباری نمود.

### تاریخ معاصر

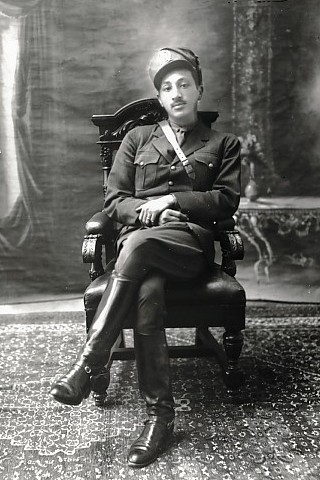
ظاهرشاه آخرین پادشاه افغانستان چهل سال بر این کشور حکومت کرد.

ظاهر شاه با کمک عموی خود، که صدر اعظم بود و سیاست‌های نادرشاه را ادامه می‌داد، حکومت کرد. شاه محمود خان، یکی دیگر از عموهای ظاهر شاه، در سال ۱۹۴۶ صدر اعظم شد. وی آزادی‌های سیاسی بیشتر را آغاز کرد، اما وقتی این سیاست بیش از آنچه وی انتظار داشت، به سودش تمام شد آن را تغییر داد. وی در سال ۱۹۵۳ توسط محمد داود خان، پسر عمو و برادر زن پادشاه و یک ملی‌گرای پشتون که به دنبال ایجاد پشتونستان بزرگ بود، جایگزین شد و روابط بسیار پرتنش با پاکستان را آغاز کرد. داود خان در طول ده سال حضور در این پست تا سال ۱۹۶۳ برای اصلاحات در نوسازی اجتماعی فشار زیادی آورد و به دنبال رابطه نزدیکتر با اتحاد جماهیر شوروی بود. پس از آن، قانون اساسی ۱۹۴۶ شکل گرفت و او به عنوان اولین صدر اعظم غیر سلطنتی سوگند یاد کرد.
پادشاه ظاهر شاه، مانند پدرش نادرشاه، سیاست حفظ استقلال ملی را در حالی که به دنبال مدرنیزاسیون تدریجی، ایجاد احساس ملی‌گرایی و بهبود روابط با انگلستان بود، داشت. با این حال، افغانستان بی‌طرف ماند و نه در جنگ جهانی دوم شرکت داشت و نه در جنگ سرد پس از آن با هر دو بلوک قدرت رفتار میانه داشت. با این حال، اتحاد شوروی و ایالات متحده برای نفوذ به افغانستان بزرگراه‌های اصلی، فرودگاه‌ها و سایر زیرساخت‌های حیاتی افغانستان را می‌ساخت و مزایای بیشتری به این کشور اعطا می‌کرد. به‌طور عموم، افغانستان بیش از هر کشور دیگری کمک توسعه شوروی را دریافت کرد؛ بنابراین افغانستان روابط خوبی با هر دو دشمن جنگ سرد داشت.

#### رژیم جمهوری دموکراتیک افغانستان و جنگ با شوروی
در سال ۱۹۷۳، هنگامی که پادشاه در ایتالیا بود، داود خان کودتایی بی‌خون انجام داد و اولین رئیس‌جمهور افغانستان شد و رژیم سلطنتی را از بین برد.

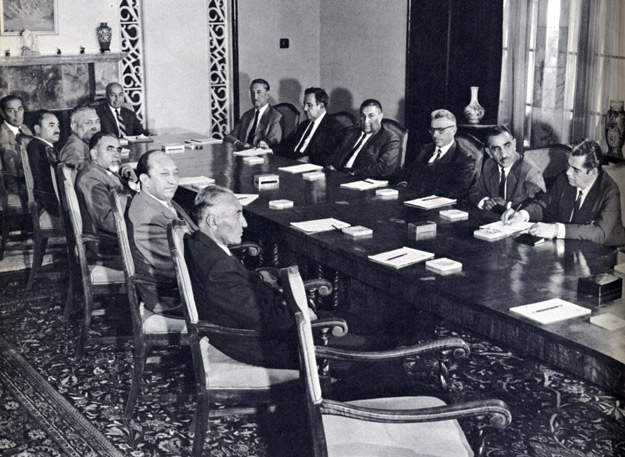
کابینه سردار محمد داوود خان

در آوریل ۱۹۷۸، حزب کمونیست خلق افغانستان (PDPA) با یک کودتای خونین علیه رئیس‌جمهور وقت محمد داود خان، که در انقلاب ثور نامیده می‌شود، قدرت را به دست گرفت. حزب کمونیست خلق افغانستان تأسیس جمهوری دموکراتیک افغانستان را اعلام کرد، اولین رهبر که به عنوان دبیرکل حزب نیز ایفای وظیفه می‌نمود نور محمد تره کی بود که رئیس‌جمهور گردید. این امر باعث وقوع مجموعه‌ای از حوادث می‌شود که به طرز چشمگیری افغانستان را از کشوری فقیر و خلوت (البته صلح آمیز) به کانون تروریسم بین‌المللی تبدیل می‌کند. این حزب اصلاحات مختلف اجتماعی، نمادی و توزیع زمین را آغاز کرد که مخالفت‌های شدیدی را برانگیخت، در حالی که مخالفان سیاسی را نیز به طرز وحشیانه‌ای تحت فشار قرار داد. این امر باعث ناآرامی‌ها شد و به سرعت به حالت جنگ داخلی در سال ۱۹۷۹ تبدیل شد که توسط مجاهدان چریکی (و چریکهای کوچکتر مائوئیست) علیه نیروهای رژیم در سراسر کشور انجام شد. این جنگ به سرعت به جنگ نیابتی تبدیل شد زیرا دولت پاکستان مراکز آموزش پنهانی در اختیار این شورشیان قرار می‌داد و از آنها حمایت تسلیحاتی می‌کرد.

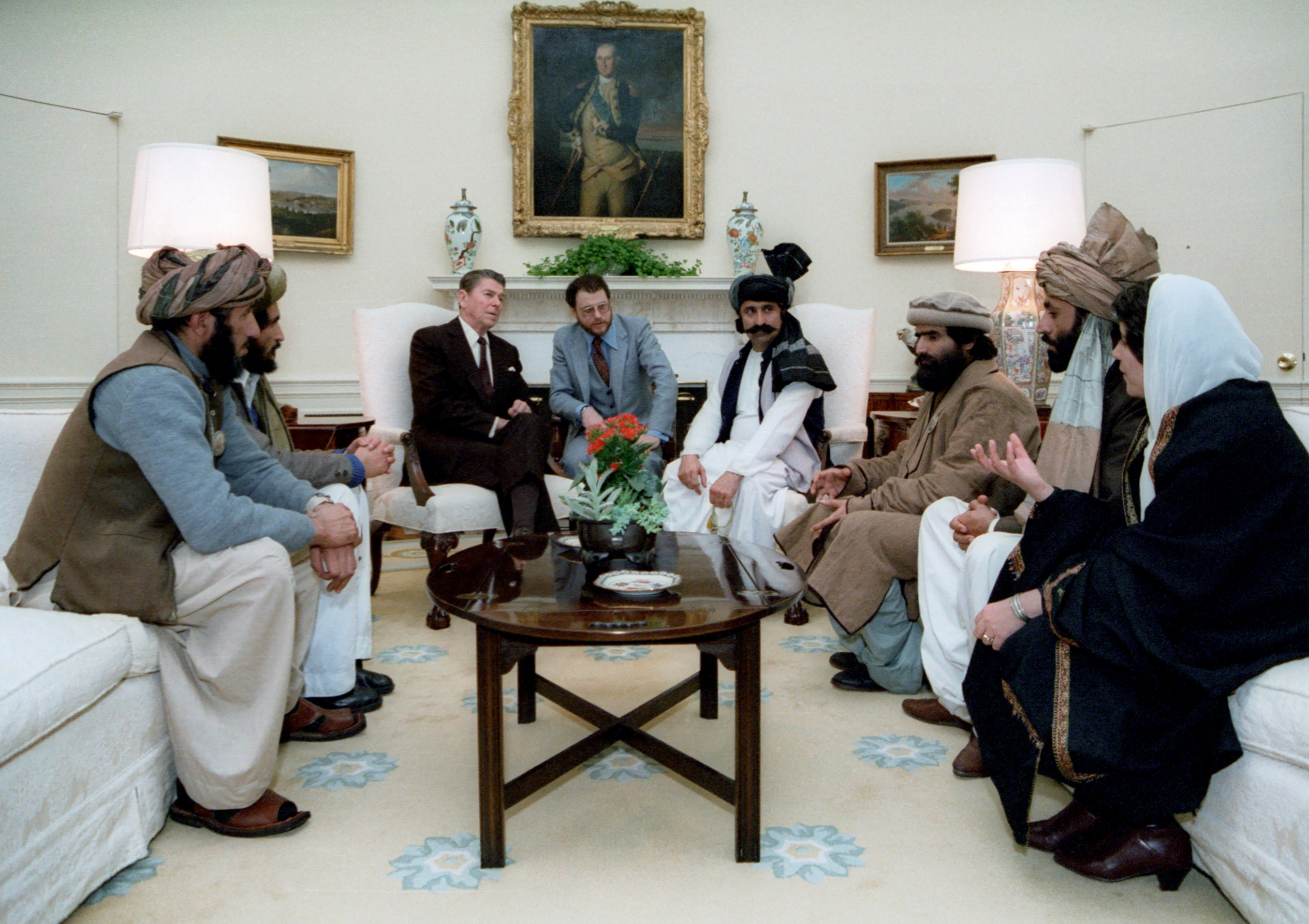
ملاقات نمایندگان مجاهدین افغان با رونالد ریگان رئیس‌جمهور آمریکا در سال ۱۹۸۳ در کاخ سفید

حزب دموکراتیک خلق افغانستان که حزبی طرفدار شوروی بود در هفت ثور ۱۳۵۷ (ماه اردیبهشت) حکومت داوود خان را سرنگون کرده و جمهوری دموکراتیک افغانستان را تأسیس کردند.

در پی برقراری این حکومت و به ویژه پس از مداخله نظامی شوروی در افغانستان مقاومت گروه‌های اسلام‌گرا علیه آن آغاز شد. شورشیان که به نام مجاهدین افغان شناخته می‌شدند. بیش از یک دهه جنگ چریکی علیه نیروهای شوروی در افغانستان در هشت ثور ۱۳۷۱ کابل را به تصرف خود درآوردند. 

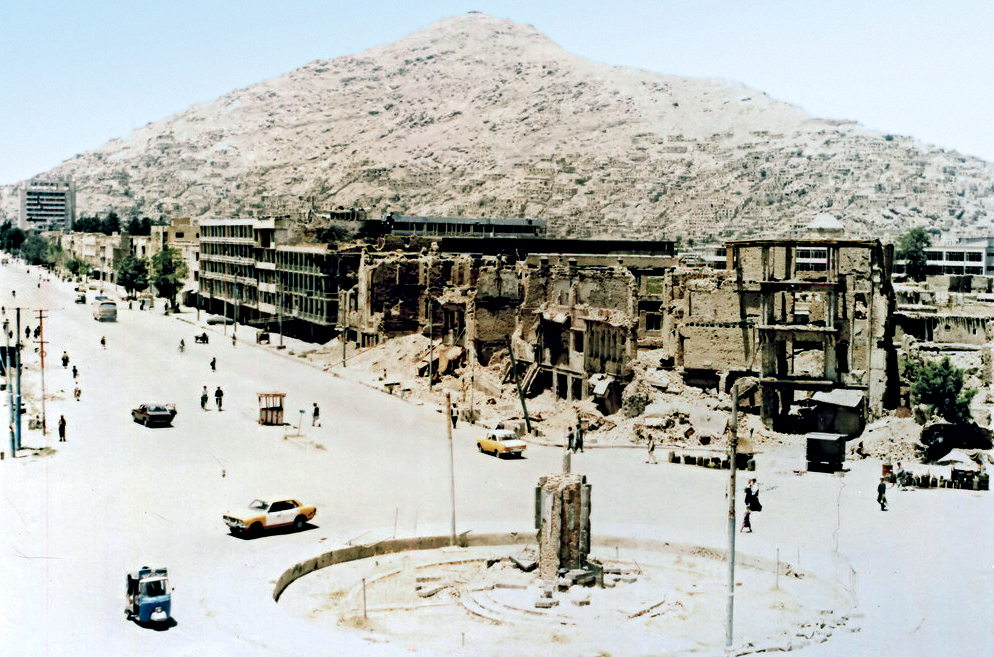
ویرانی شهر کابل بر اثر جنگ مجاهدین افغان

رهبران اصلی مجاهدین افغان در توافق پیشاور برای تشکیل حکومت جدیدی به نام دولت اسلامی افغانستان به توافق رسیدند اما گلبدین حکمتیار پشتون که به عنوان نخست‌وزیر دولت تعیین شده بود، با این شیوه تقسیم قدرت مخالفت کرده و وارد جنگ علیه نیروهای حزب وحدت به رهبری عبدالعلی مزاری هزاره، شورای نظار به رهبری احمد شاه مسعود، جمعیت اسلامی افغانستان به رهبری برهان‌الدین ربانی تاجیک و جنبش ملی اسلامی افغانستان به رهبری عبدالرشید دوستم ازبک شد. این در حالی بود که اختلافات گروه‌های مختلف مجاهدین بر سر تقسیم قدرت باعث آغاز مرحله جدیدی از جنگ داخلی افغانستان بود که با جنگ‌های پی‌درپی گروه‌های رقیب و بمباران شهرها و مناطق مسکونی همراه بود. در این دوران گروه‌های مختلف سیاسی و نظامی هر یک بخشی از کشور را در کنترل خود داشتند و شهر کابل و حومه آن بین پنج گروه مختلف مجاهدین تقسیم شده بود.
رقابت قدرت‌های منطقه‌ای نیز باعث شده بود تا جنگ گروه‌های افغان به یک جنگ نیابتی تبدیل شود. پاکستان که از حکومت جدید مجاهدین ناخشنود بود از حزب اسلامی گلبدین حکمتیار پشتون مهم‌ترین مخالف آن‌ها حمایت نظامی، عملیاتی، و مالی می‌کرد. گلبدین حکمتیار بدون پشتیبانی لجستیکی و راکت‌های ارتش پاکستان قادر نبود تا نیمی از کابل را به ویرانه تبدیل کند. عربستان سعودی نیز از جریان تنظیم دعوت اسلامی افغانستان به رهبری رسول سیاف پشتیبانی می‌کرد. ایران نیز برای تأمین هژمونی منطقه‌ای خود از گروه‌های متحد خود در این نبرد پشتیبانی می‌کردند. ایران از شورای نظار به رهبری احمد شاه مسعود و جمعیت اسلامی افغانستان به رهبری برهان‌الدین ربانی تاجیک، کمک می‌کرد تا قدرت نظامی و اثرگذاری سیاسی آن‌ها را افزایش دهد. اختلافات این دو گروه نیز به سرعت به یک جنگ تمام عیار و خونین تبدیل شد که گروه‌های دیگر مجاهدین را نیز درگیر خود کرد. ازبکستان نیز از نیروهای جنبش ملی اسلامی افغانستان به رهبری عبدالرشید دوستم ازبک تبار حمایت می‌کرد تا این گروه بتواند بخش‌های شمالی افغانستان را در کنترل خود داشته باشد.
حزب وحدت هزاره شیعه برهبری عبدالعلی مزاری که در جریان جنگ با نیروهای سیاف در مقاطعی با نیروهای شورای نظار/جمعیت اسلامی تاجیک هم درگیر شده بود در ابتدای زمستان سال ۱۳۷۱ از دولت خارج شده و با حزب اسلامی حکمتیار پشتون متحد شد. در همین زمان صبغت‌الله مجددی که به عنوان رئیس‌جمهور دولت انتقالی تعیین شده بود جای خود را به برهان‌الدین ربانی تاجیک رهبر جمعیت اسلامی افغانستان داد. ربانی دومین رئیس غیرپشتون در تاریخ سیاسی افغانستان بعد از سلطان علی کشتمند هزاره، محسوب می‌شود.
حکمتیار که علت اصلی مخالفت خود را حضور کمونیست‌های سابق به ویژه ژنرال دوستم در دولت جدید عنوان می‌کرد در زمستان ۱۳۷۲ با جنبش ملی ژنرال دوستم نیز متحد شد و ائتلاف حزب وحدت هزاره/حزب اسلامی پشتون/جنبش ملی ازبک، علیه نیروهای مسعود تاجیک و دولت افغانستان شکل گرفت. با این ائتلاف، حزب اسلامی پشتون حکمتیار می‌توانست از نیروی هوایی جنبشی‌های ازبک دوستم هم برای بمباران مواضع دشمن و تدارکات‌رسانی به نیروهای خودی استفاده کند.
با این وجود در سال ۱۳۷۳ مسعود تاجیک تبار موفق شد تا تمامی مخالفان خود را از کابل بیرون براند. اما از سوی دیگر نیروهای دوستم ازبک تبار موفق شدند تا نیروهای جمعیت اسلامی را از مزار شریف بیرون رانده و این شهر مهم شمال افغانستان را در اختیار خود بگیرند. مناطق مرکزی و شهر بامیان به‌دست نیروهای کریم خلیلی بود.
قندهار نیز در این دوران بین سه رهبر پشتون به نام‌های گل‌آغا شیرزی، ملا نقیب‌الله و آمر لالی تقسیم شده بود که هر یک برای تحکیم موقعیت خود با یکدیگر درگیر بودند.
جنگ میان گروه‌های مجاهدین زمانی آغاز شد که دولت جدید افغانستان هنوز نتوانسته بود ادارات دولتی، واحدهای پلیس و نظام دادگستری خود را تشکیل دهد و در چنین وضعیتی رفتار سبعانه برخی اعضای گروه‌های مختلف مجاهدین باعث شده بود تا کابل به شهری بی‌قانون و آشوب‌زده تبدیل شود. با توجه به همین وضعیت آشوبناک بسیاری از رهبران مجاهدین هم در عمل کنترلی بر فرماندهان زیردست خود نداشتند و قتل، زورگیری و تجاوز جنسی به پدیده‌ای رایج تبدیل شده بود.

#### منازعه پس از جنگ و رژیم طالبان

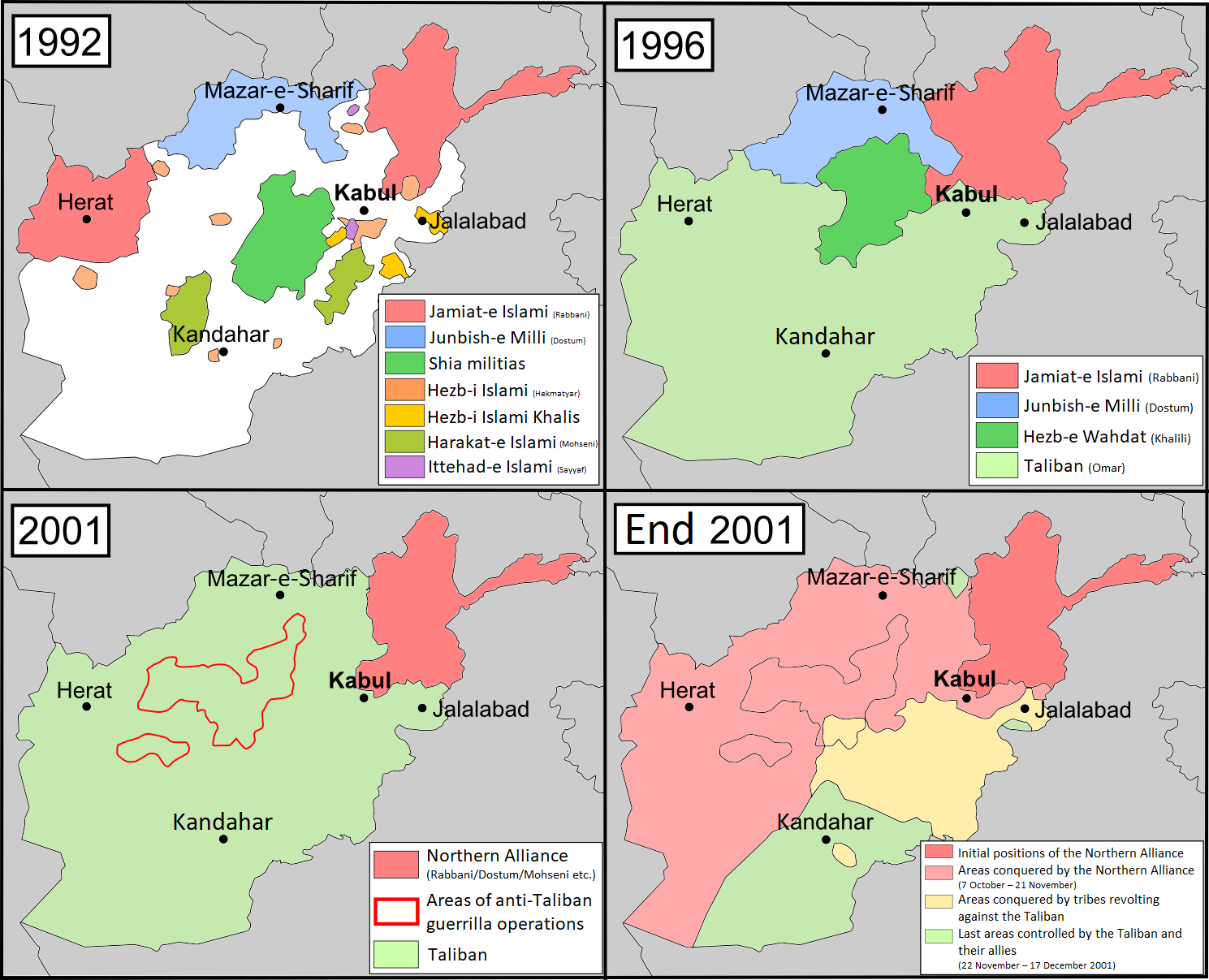
توسعه جنگ‌های داخلی از ۱۹۹۲ الی ۱۹۹۶.

مجاهدین موفق به تشکیل دولت ملی نشدند و جای آن‌ها را طالبان که از حمایت مادی و معنوی پاکستان، عربستان سعودی و ایران سود می‌برد، گرفت.
طالبان نیز نتوانست بقایای مجاهدین را که علیه آن‌ها پایداری می‌کردند، به‌طور کامل سرکوب نماید. رژیم طالبان در سال ۱۳۸۰ با حمله ائتلاف بین‌المللی به رهبری ایالات متحده آمریکا از هم پاشید.

#### درگیر شدن ناتو

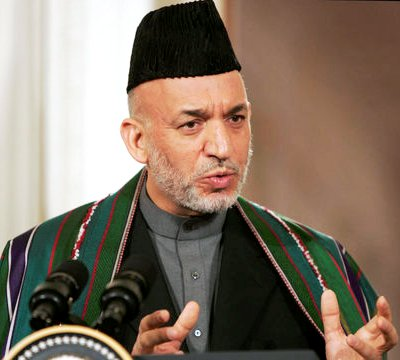
حامد کرزی حامد کرزی از سال ۲۰۰۱ الی ۲۰۱۴ رئیس‌جمهور افغانستان بود.

از سال ۱۳۸۰ (۲۰۰۱ میلادی) پس از کنفرانس بن با توافق گروه‌های افغان دولت موقت به رهبری حامد کرزی روی کار آمد. دولت جدید در پاییز ۱۳۸۳ (۷ دسامبر ۲۰۰۴) به ریاست جمهوری حامد کرزی شکل گرفت و در پاییز ۱۳۸۴ (۱۹ دسامبر ۲۰۰۵ میلادی) نیز انتخابات مجلس قانون‌گذاری برگزار شد.
حامد کرزی رئیس‌جمهور افغانستان از سال ۲۰۱۱ بود که با روشن شدن نتایج پر سر و صدای انتخابات ریاست‌جمهوری افغانستان در سال ۱۳۹۳ جای خود را به محمداشرف غنی داد. رئیس‌جمهور دو معاون دارد که معمولاً از قومیت‌های مختلف متفاوت انتخاب می‌شوند. پس از مرگ ناگهانی محمد فهیم در اسفند ۱۳۹۲ یونس قانونی به جای او به عنوان معاون اول انتخاب شد و کریم خلیلی نیز معاون دوم رئیس‌جمهور از سال ۱۳۸۳ خورشیدی است.

#### روی کار آمدن مجدد طالبان

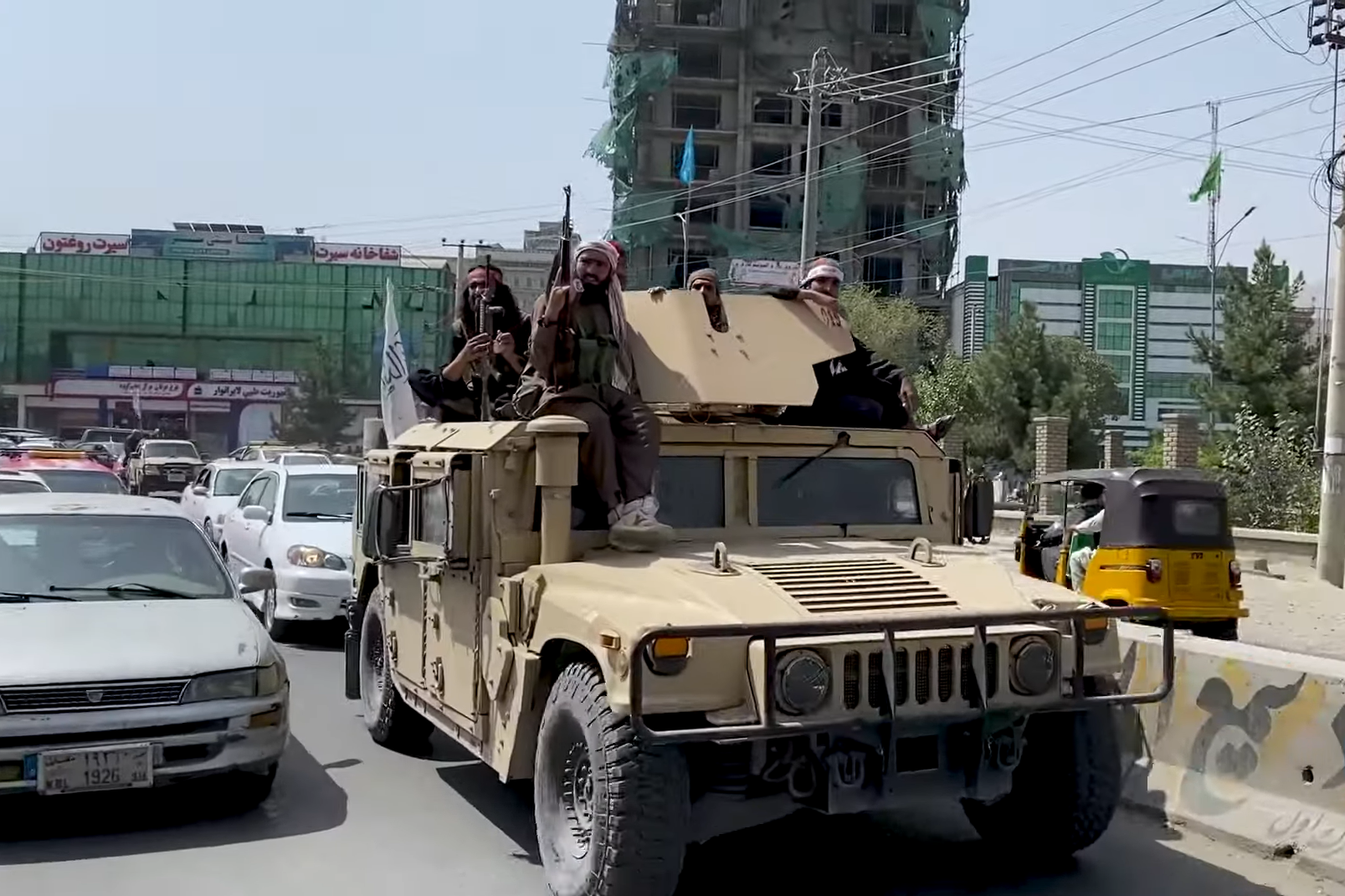
جنگجویان طالبان در حال نگهبانی در کابل در یک هاموی، ۱۷ اوت ۲۰۲۱

در ۱۴ آوریل ۲۰۲۱ , ینس استولتنبرگ دبیرکل ناتو گفت ائتلاف تصمیم گرفته خروج نیروها را تا ۱ مه آغاز کند. کوتاه مدتی بعد، پس از شروع خروج سربازان ناتو، طالبان هجومی را آغاز کرد، و به سرعت در برابر نیروهای دولتی در حال فروپاشی افغانستان پیشروی کرد. بنا بر یک گزارش جامعه اطلاعاتی ایالات متحده آمریکا، حکومت افغانستان احتمالاً ظرف شش ماه پس از تکمیل خروج ناتو از این کشور فرو می‌پاشید. در ۱۵ اوت ۲۰۲۱ , همزمان با در کنترل قرار گرفتن دوباره بخش اعظم قلمروی افغانستان در دست طالبان، طالبان شروع به تسخیر کابل پایتخت کرد و بسیاری از غیرنظامیان، مسئولان حکومتی و دیپلمات‌های خارجی تخلیه شدند. رئیس‌جمهور غنی همان روز از افغانستان گریخت. به تاریخ ۱۶ اوت ۲۰۲۱ , یک شورای غیررسمی هماهنگی افغانستان به رهبری دولتمردان ارشد در فرایند هماهنگ سازی انتقال نهادهای دولتی جمهوری اسلامی افغانستان به طالبان قرار داشت. در ۱۷ اوت، معاون رئیس‌جمهوری اسلامی افغانستان، امرالله صالح، خود را سرپرست رئیس‌جمهوری افغانستان خواند و تشکیل جبههٔ مقاومت ملی افغانستان را با ۶۰۰۰ سرباز در دره پنجشیر، به همراه احمد مسعود و وزیر دفاع بسم‌الله خان محمدی اعلام کرد.
در ۱۴ سپتامبر، طالبان به ۳۵۰۰ ساکن یک منطقه مسکونی در مالکیت حکومت در قندهار بدون ارائه دلیل دستور داد ظرف سه روز آنجا را ترک کنند. در ۱۸ سپتامبر، مقامات مورد حمایت طالبان مدارس متوسطه را فقط برای پسران بازگشایی کردند، و برنامه‌ای برای راه دادن دختران به مدارس نداشتند؛ در همان روز طالبان کارکنان بانک جهانی را از ساختمان وزارت سابق امور زنان به بیرون هدایت کردند و در آنجا تابلویی نصب کردند که آن را وزارت دعوت، امر به معروف و نهی از منکر اعلام می‌کرد.

## جغرافیا

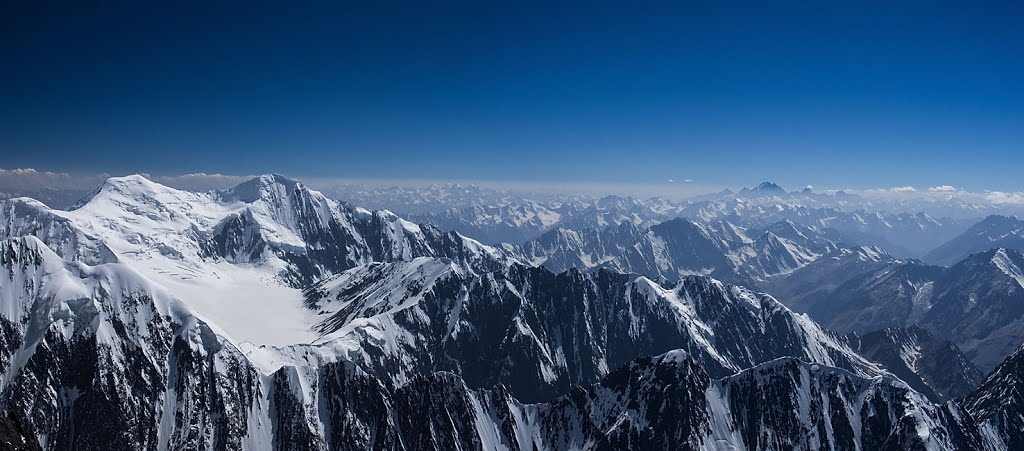
نوشاخ دومین قله مرتفع هندوکش با ۷٬۴۹۲ متر (۲۴٬۵۸۰ فوت) بعد از تراجمیر است که در ولایت بدخشان افغانستان واقع شده است.

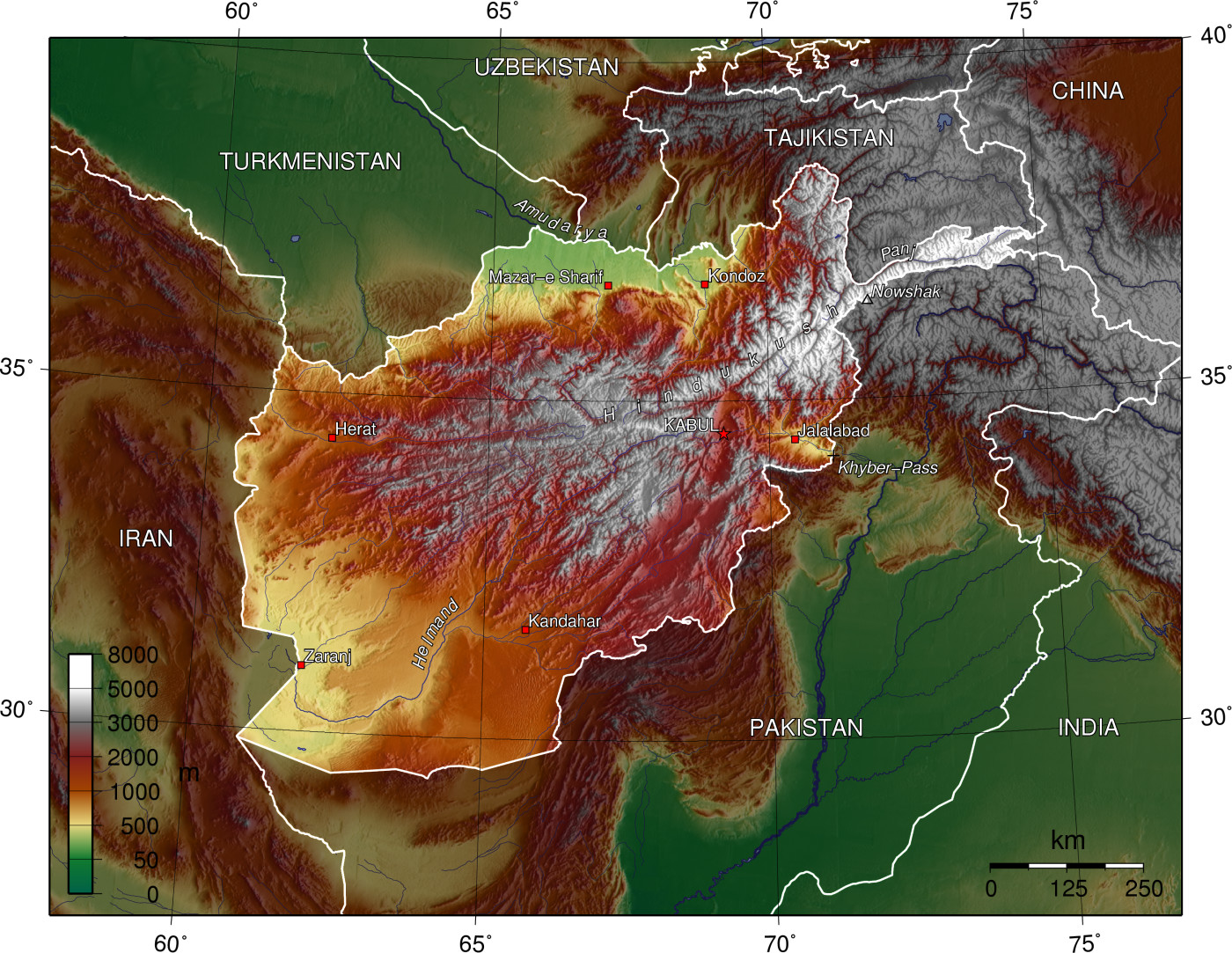
نقشه ناهمواری‌های افغانستان

افغانستان در آسیای جنوبی و آسیای میانه واقع شده است در واقع منطقه به ویژه در افغانستان «چهارراه آسیا» محسوب می‌شود، و این کشور دارای لقب قلب آسیا است. علامه اقبال شاعر مشهور اردو یک بار در مورد این کشور نوشت:

آسیا یک پیکر آب و گل است
ملت افغان در آن پیکر دل است
از فساد او، فساد آسیا
از گشاد او، گشاد آسیا
با بیش از ۶۵۲٬۲۳۰ کیلومتر مربع (۲۵۱٬۸۳۰ مایل مربع), افغانستان چهل و یکمین کشور بزرگ جهان است، کمی بزرگتر از فرانسه و کوچکتر از میانمار و تقریباً به اندازه تگزاس در ایالات متحده است. هیچ خط ساحلی ندارد، زیرا افغانستان محصور در خشکی است. این کشور در جنوب و شرق با پاکستان مرز مشترک دارد (از جمله گیلگیت-بالتستان مورد ادعای هند). ایران در غرب، ترکمنستان، ازبکستان و تاجیکستان در شمال و چین در شرق دور.
| کشور      | موقعیت      | سرحد          |
| --------- | ----------- | ------------- |
| ایران     | باختر       | ۹۳۶ کیلومتر   |
| ترکمنستان | شمال        | ۷۴۴ کیلومتر   |
| ازبکستان  | شمال        | ۱۳۷ کیلومتر   |
| تاجیکستان | شمال        | ۱۲۰۶ کیلومتر  |
| چین       | شمال خاور   | ۷۶ کیلومتر    |
| پاکستان   | جنوب و خاور | ۲٬۴۳۰ کیلومتر |
| کل        | کل          | ۵۵۲۹ کیلومتر  |

جغرافیا در افغانستان متنوع است، اما بیشتر کوهستانی و ناهموار است، با برخی از پشته‌های کوهستانی غیر معمول همراه با فلات و حوضه‌های رودخانه ئی. تحت سلطه رشته کوه‌های هندوکش که امتداد غربی هیمالیا است که از طریق کوه‌های پامیر و کوه‌های قاراقرم در انتهای شمال شرقی افغانستان به شرق تبت کشیده می‌شود. بیشترین و بلندترین نقاط در شرق متشکل از دره‌های حاصلخیز کوهستانی است. هندوکش به ارتفاعات غربی - مرکزی ختم می‌شود و در شمال و جنوب غربی جلگه‌هایی ایجاد می‌کند، یعنی دشت‌های ترکستان و حوزه سیستان. این دو منطقه به ترتیب از چمنزارها و نیمه بیابان‌ها و کویرهای بادی گرم تشکیل شده‌اند. جنگلها در دره‌های بین نورستان و پکتیا و توندرا در شمال شرقی وجود دارند. بالاترین نقطه این کشور قله نوشاخ با ارتفاع ۷٬۴۹۲ متر (۲۴٬۵۸۰ فوت) از سطح دریا است. کمترین نقطه آن در استان جوزجان در امتداد ساحل رودخانه آمو با ارتفاع ۲۵۸ متر (۸۴۶ فوت) از سطح دریا قرار دارد.
با وجود داشتن رودخانه‌های متعدد و سدهای آب، قسمت‌های زیادی از کشور خشک است. حوضه خشک سیستان یکی از خشک‌ترین مناطق جهان است. رود آمو در شمال هندوکش طغیان می‌کند، در حالی که هریرود در نزدیکی هرات به سمت غرب و رودخانه ارغنداب از منطقه مرکزی به سمت جنوب جریان دارد. در جنوب و غرب هندوکش هم تعدادی رود جریان دارد، مانند رود هیرمند. یک استثنا رود کابل است که در جهت شرقی به سند منتهی می‌شود و به اقیانوس هند ختم می‌شود. در زمستان در قله‌های هندوکش و کوه‌های پامیر برف سنگینی می‌بارد و ذوب برف در فصل بهار وارد رودها، دریاچه‌ها و جویبارها می‌شود. با این حال، دو سوم آب این کشور به کشورهای همسایه ایران، پاکستان و ترکمنستان سرازیر می‌شود. همان‌طور که در سال ۲۰۱۰ گزارش شد، دولت برای بازسازی سیستم‌های آبیاری خود به بیش از ۲ میلیارد دالر نیاز دارد تا آب به درستی مدیریت شود.
در شمال شرقی رشته کوه‌های هندوکش و در اطراف بدخشان افغانستان، در یک منطقه فعال زلزله خیز منطقه‌ای است که تقریباً هر سال ممکن است زمین لرزه در آن رخ دهد. آنها می‌توانند کشنده و مخرب باشند، در بعضی از مناطق باعث رانش زمین یا باعث برفکوچ شوند آخرین زمین لرزه‌های شدید زلزله فوریه ۱۹۹۸ افغانستان بود که حدود ۶۰۰۰ نفر را در بدخشان نزدیک تاجیکستان کشته است. به دنبال آن زمین لرزه هندوکش ۲۰۰۲ که در آن بیش از ۱۵۰ نفر کشته بیش از ۱۰۰۰ نفر زخمی‌شدند. زلزله ۲۰۱۰ افغانستان ۱۱ کشته بیش از ۷۰ زخمی و بیش از ۲۰۰۰ خانه را ویران کرد.

### منابع آبی

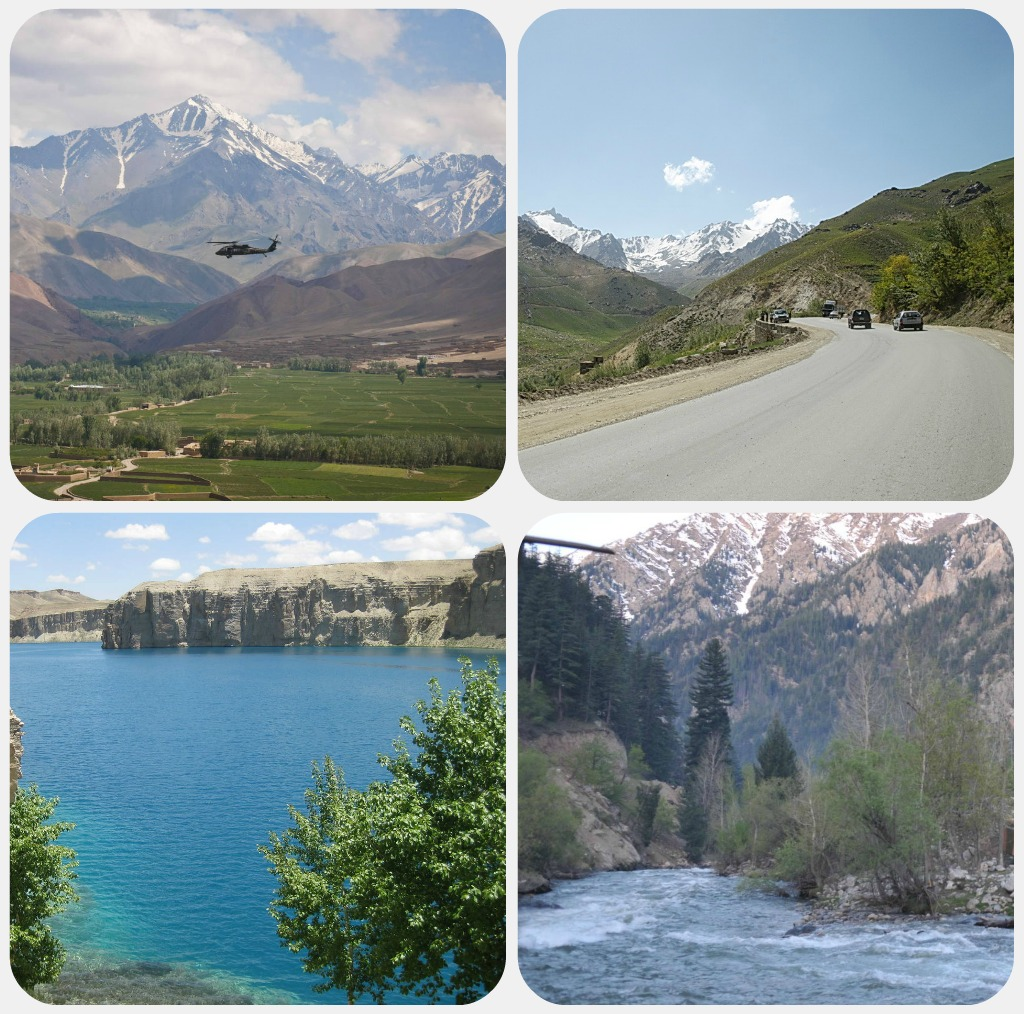
طبیعت افغانستان؛ از چپ: شاهراه کابل بامیان، ولایت بامیان، رود کنر، پارک ملی بند امیر در بامیان.

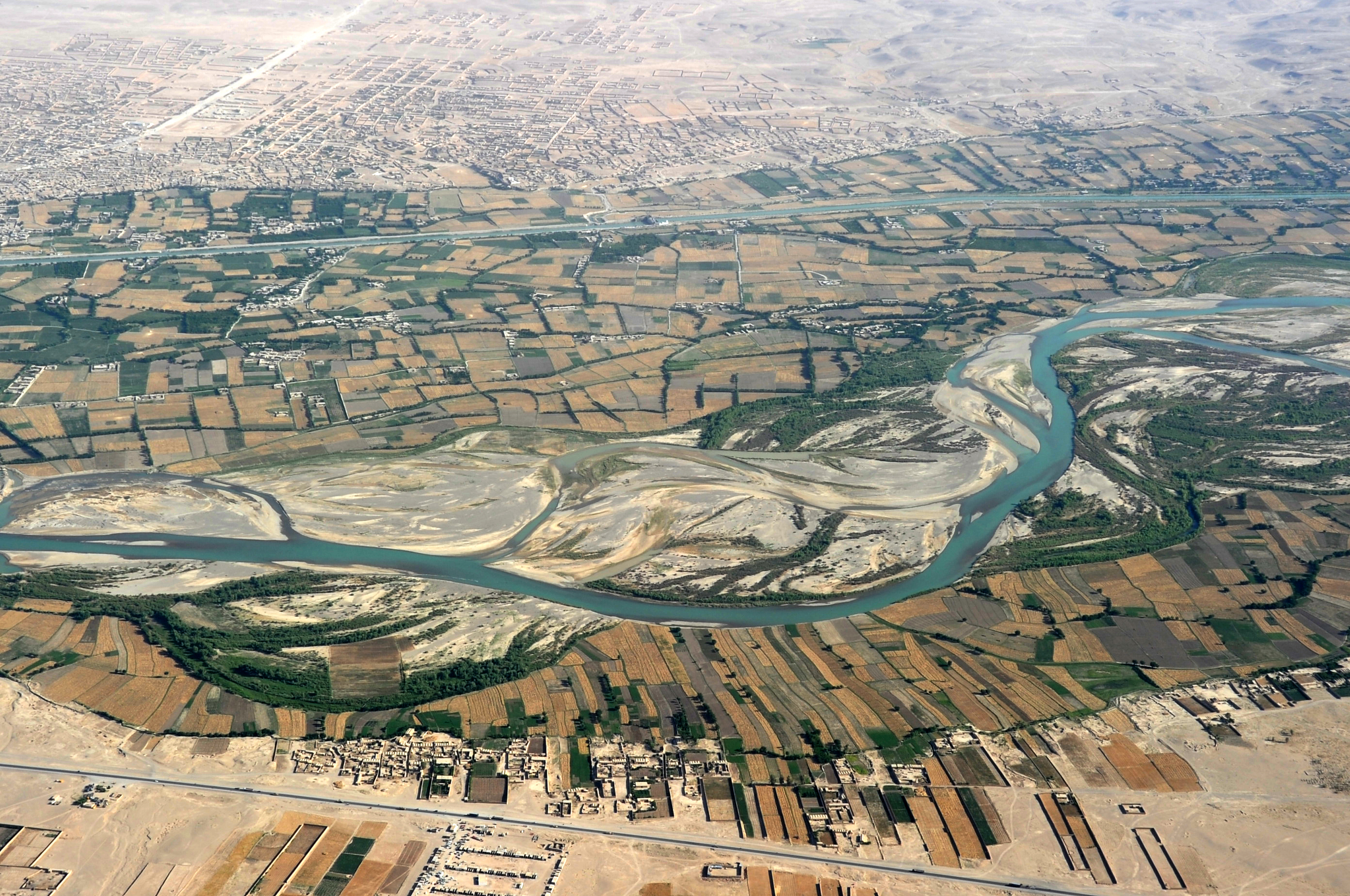
رودهای ارغنداب و ترناک موازی با یکدیگر از شهر قندهار می‌گذرند

### آب و هوا

سامانه طبقه‌بندی اقلیمی کوپن

دسته‌بندی مناطق اقلیمی افغانستان

### محیط زیست

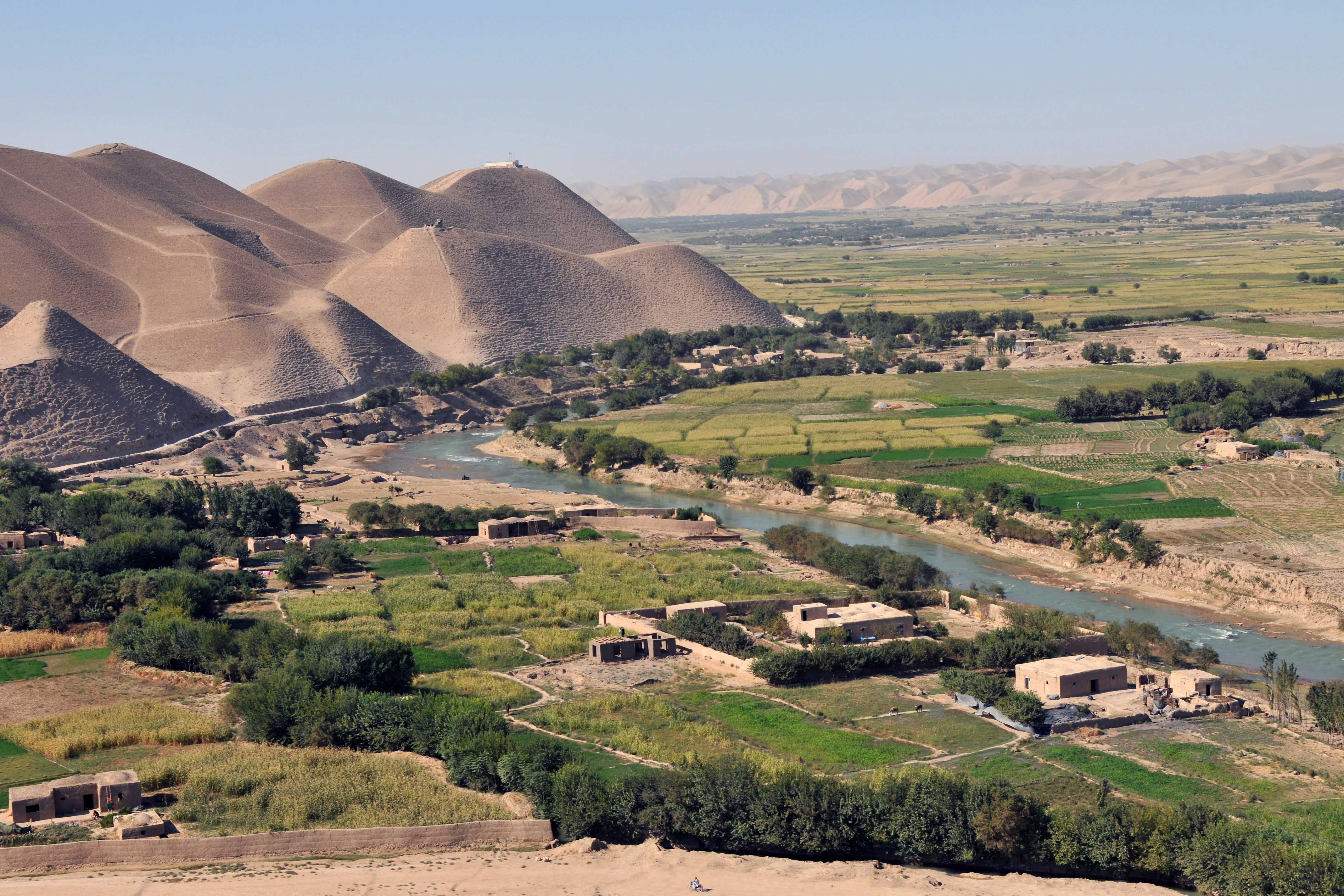
نمایی از طبیعت بکر شمال‌غربی افغانستان

### گیاهان

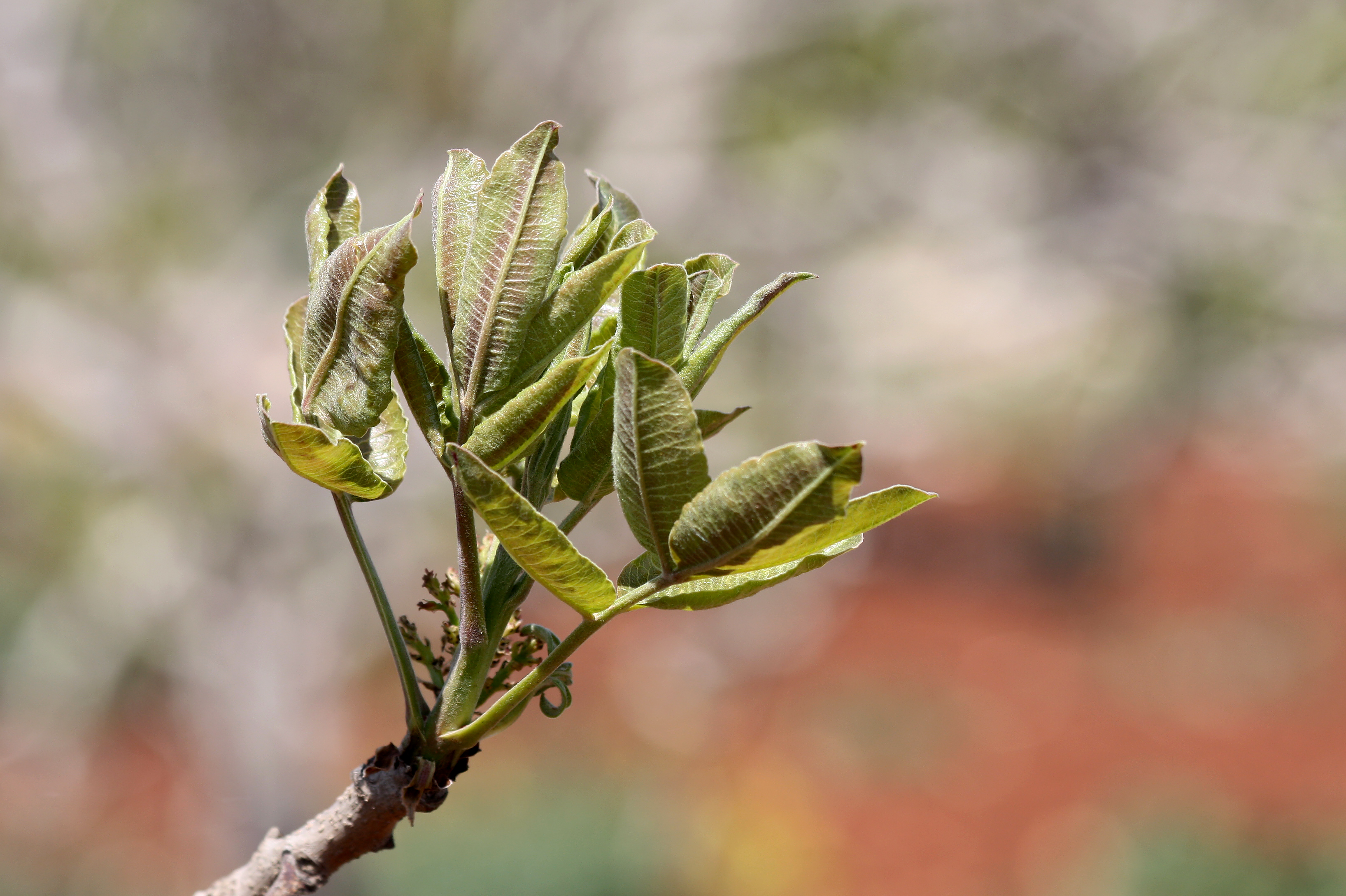
گل پسته

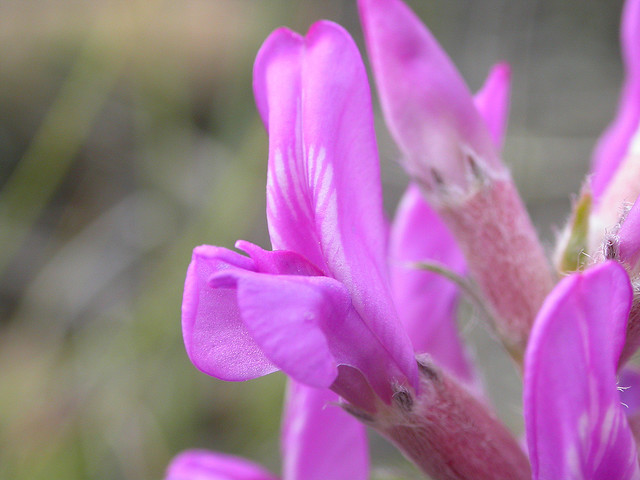
گون سمی

### جانوران

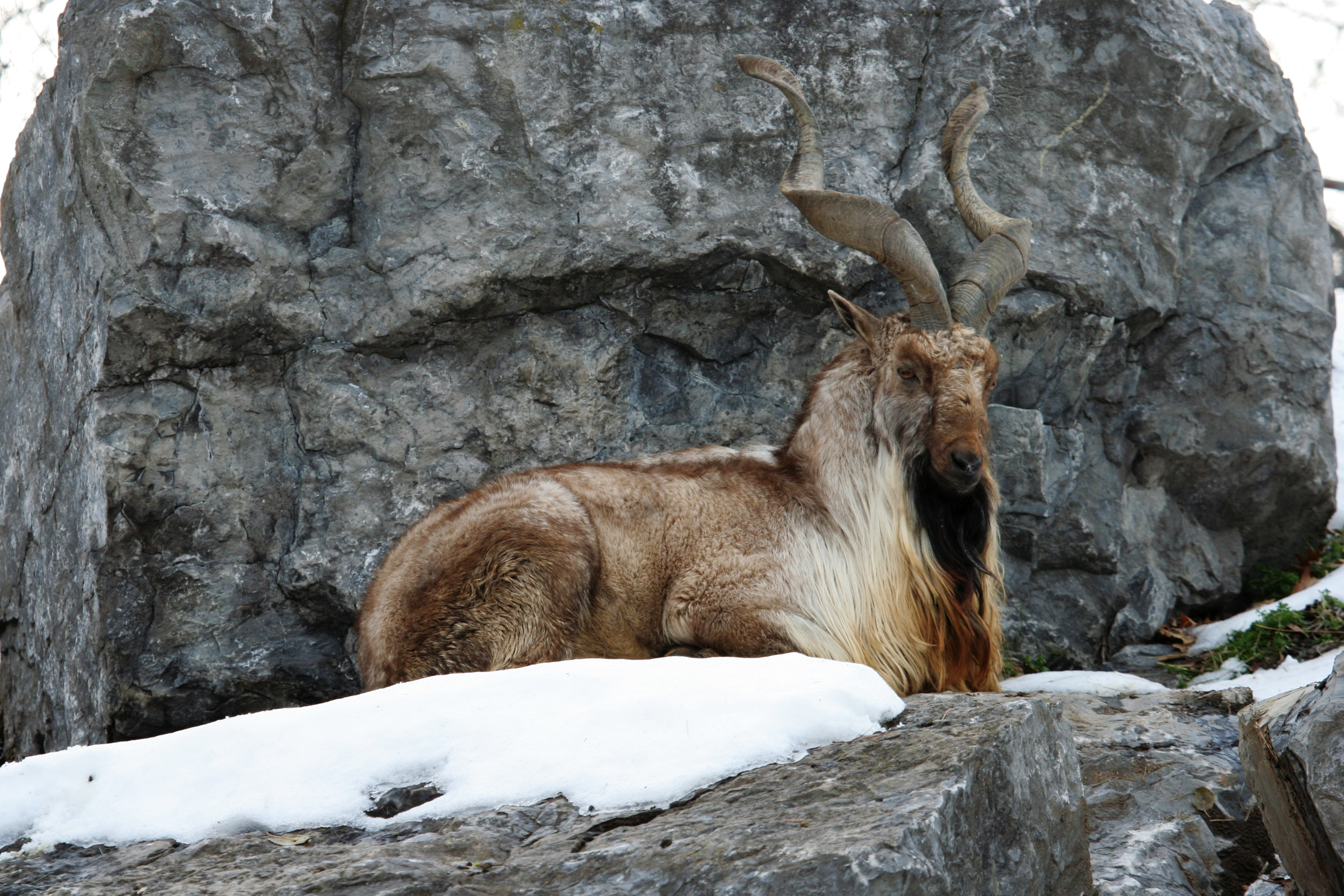
بزکوهی مارخور از حیوانات در معرض انقراض افغانستان

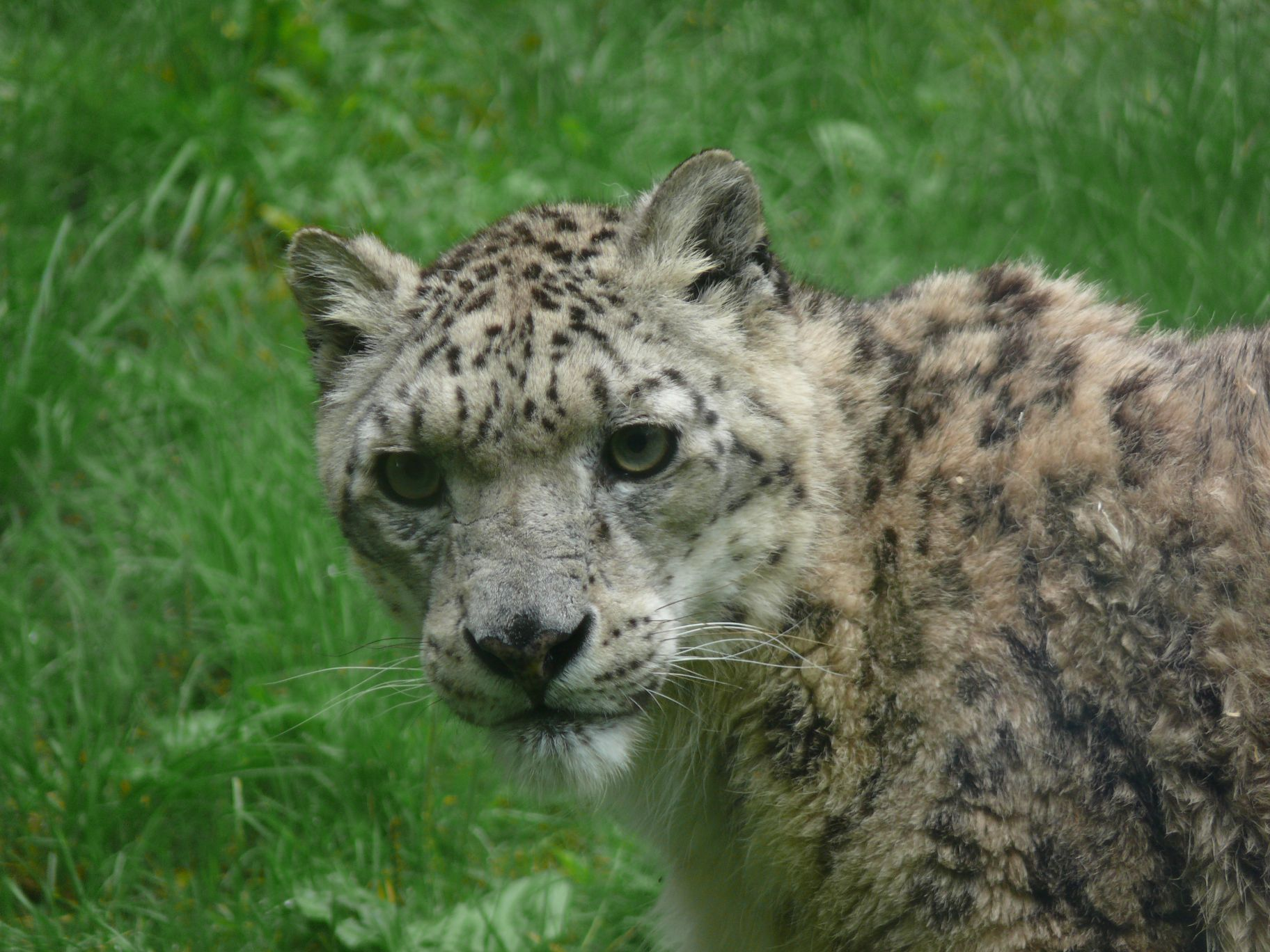
پلنگ سفید از کم یافت‌ترین پستانداران افغانستان.

## حکومت

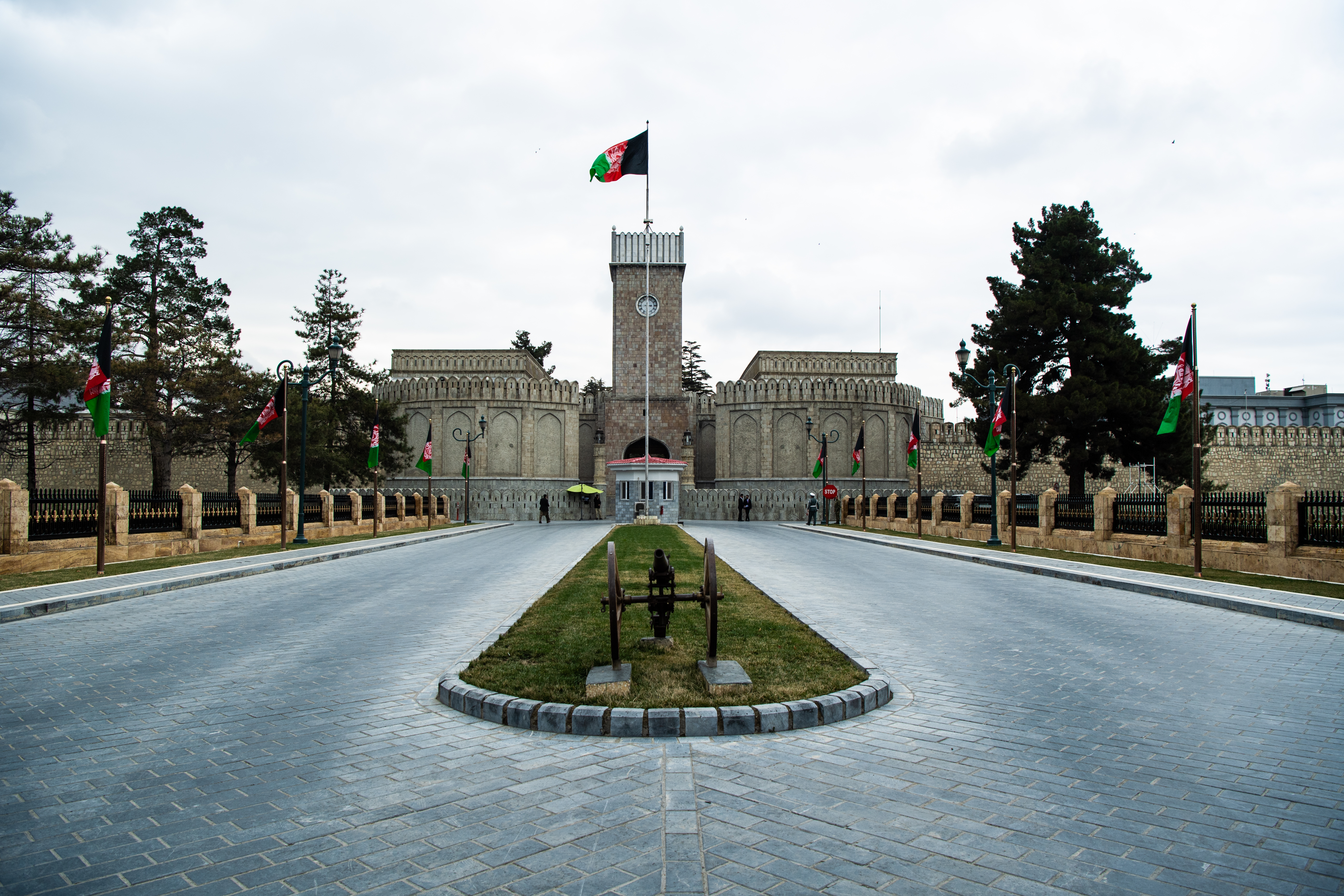
ارگ ریاست‌جمهوری افغانستان در کابل

### روابط خارجی

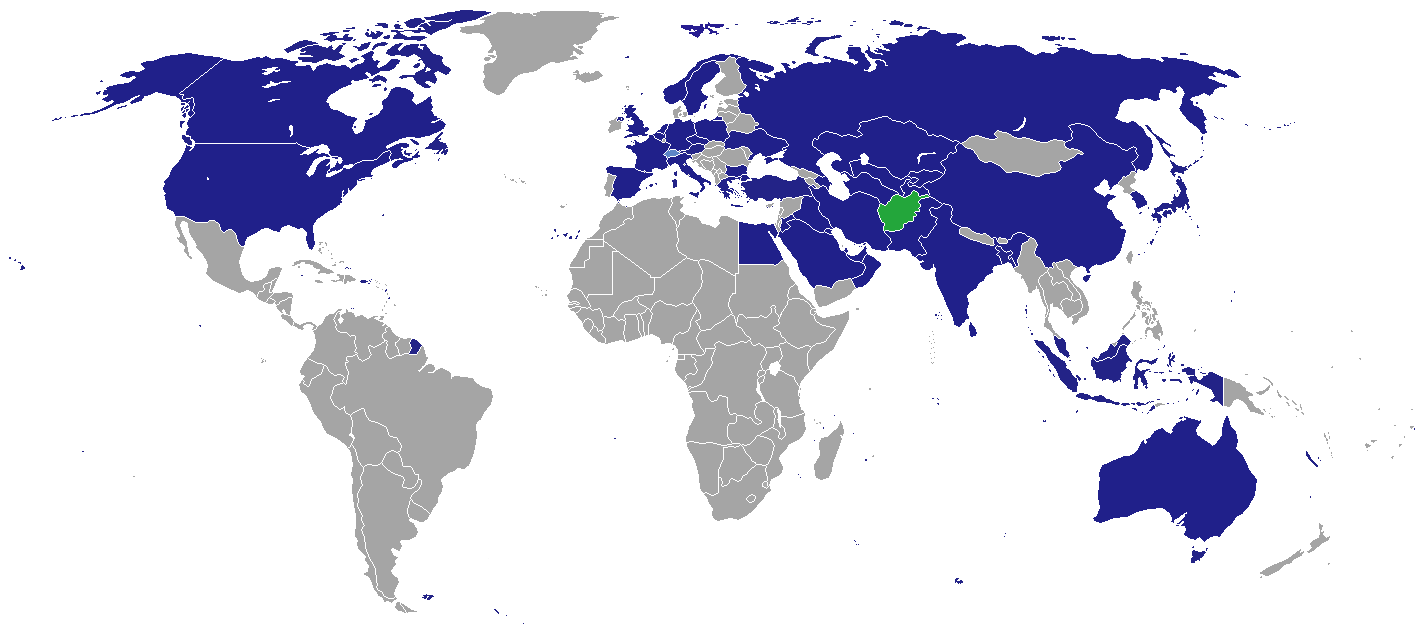
کشورهای که افغانستان در آنجا سفارت خانه دارد.

### تقسیمات کشوری

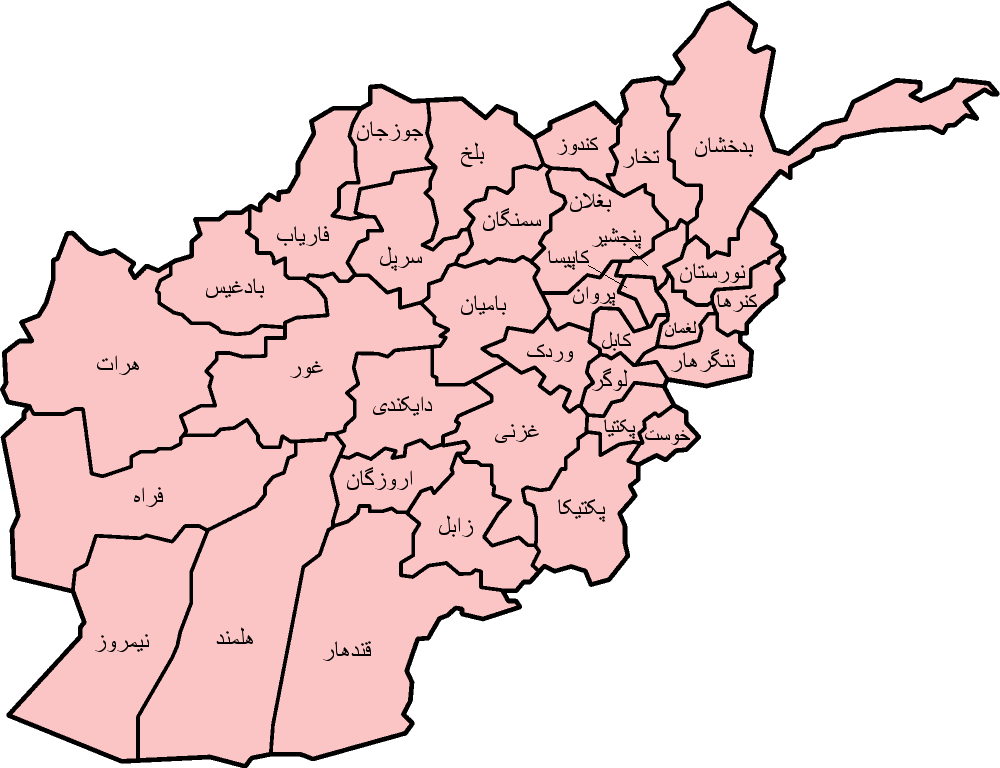
نقشه ولایات افغانستان

### گردشگری

پارک ملی بند امیر، ولسوالی یکاولنگ، ولایت بامیان

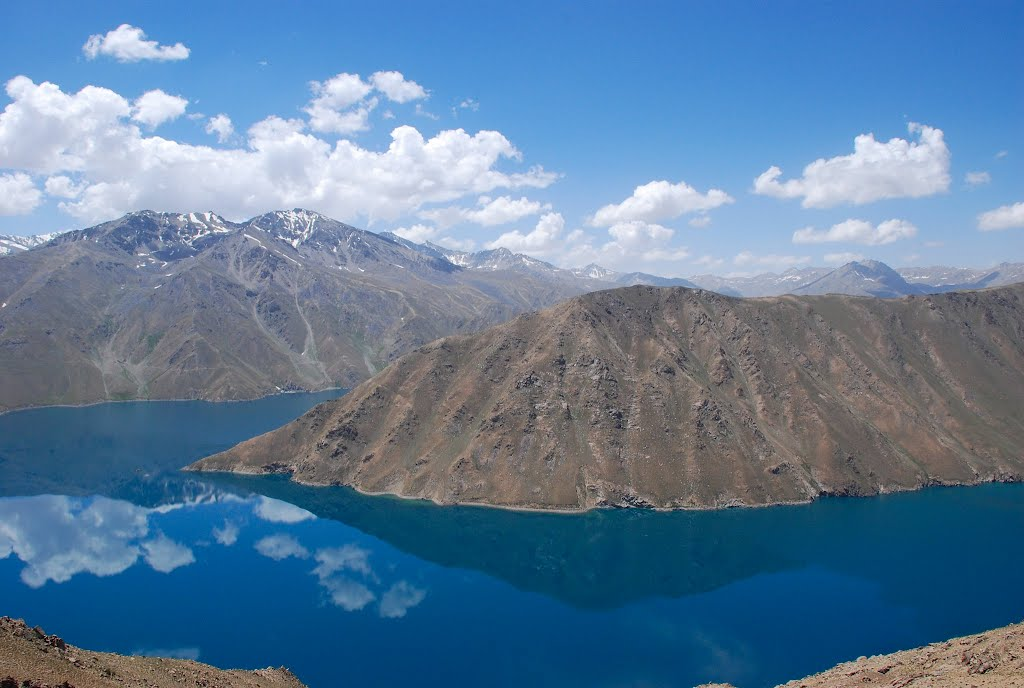
دریاچه شیوا، ولسوالی شغنان، ولایت بدخشان

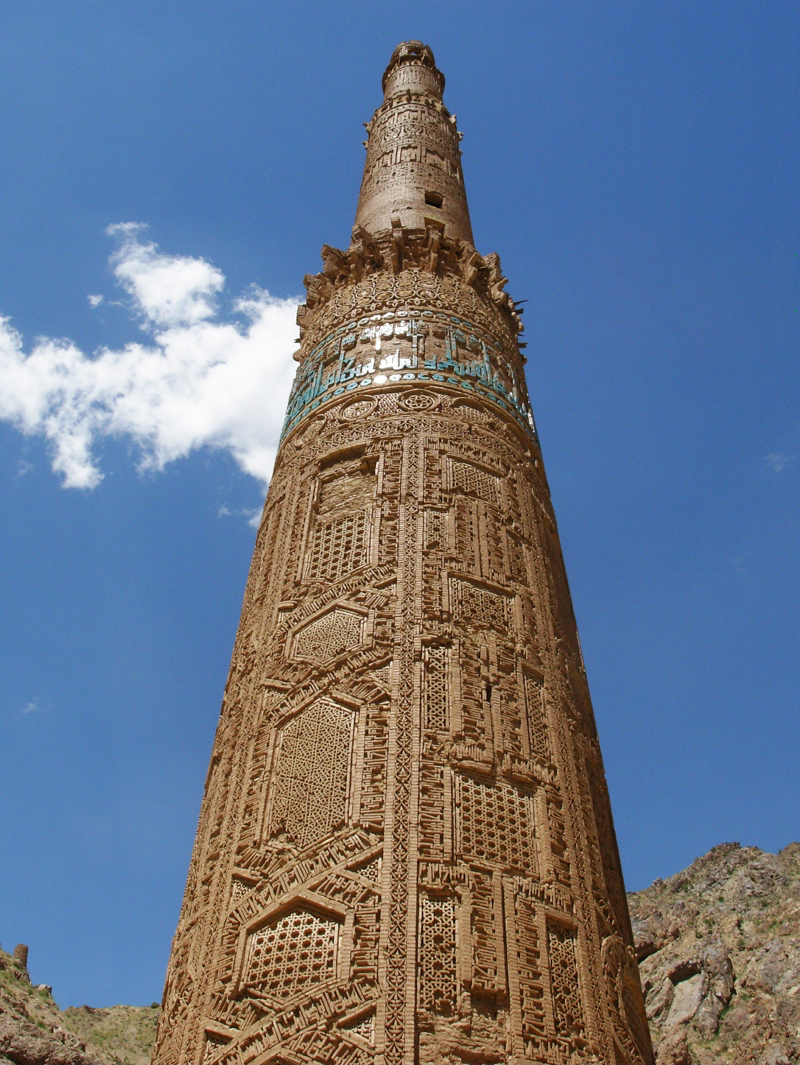
منار جام مکان ثبت شده در یونسکو، از مناره‌های مشهور افغانستان است.

### زراعت

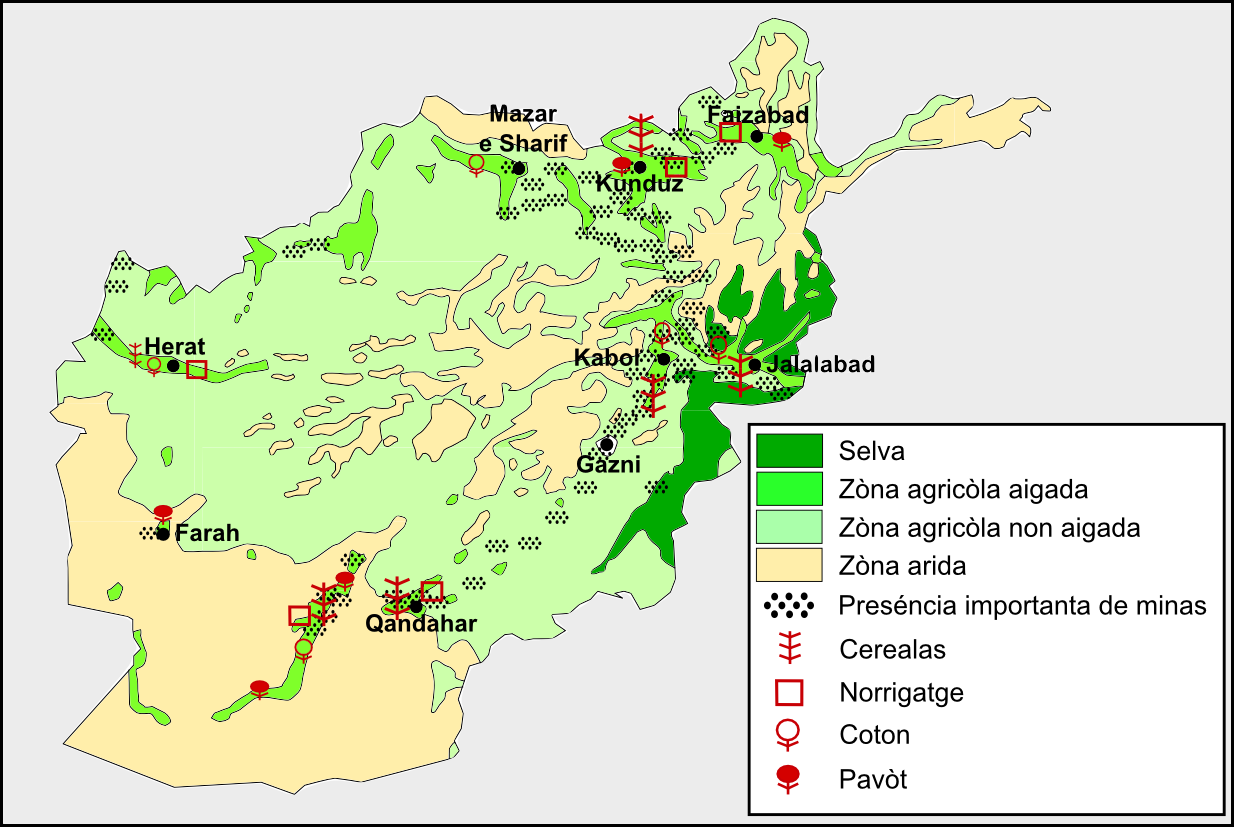
مناطق کشاورزی افغانستان

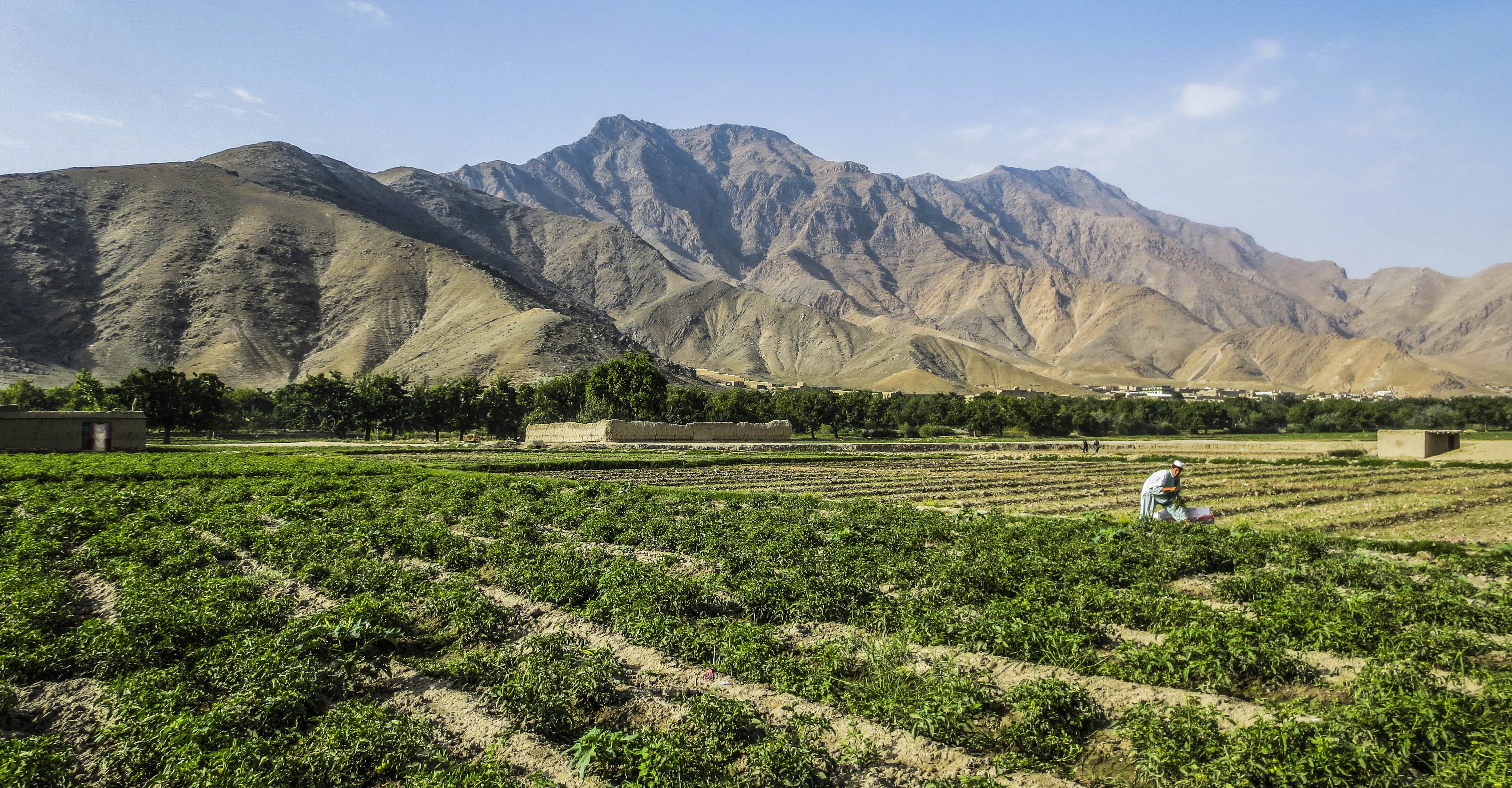
زراعت از سکتورهای مهم اقتصادی افغانستان است

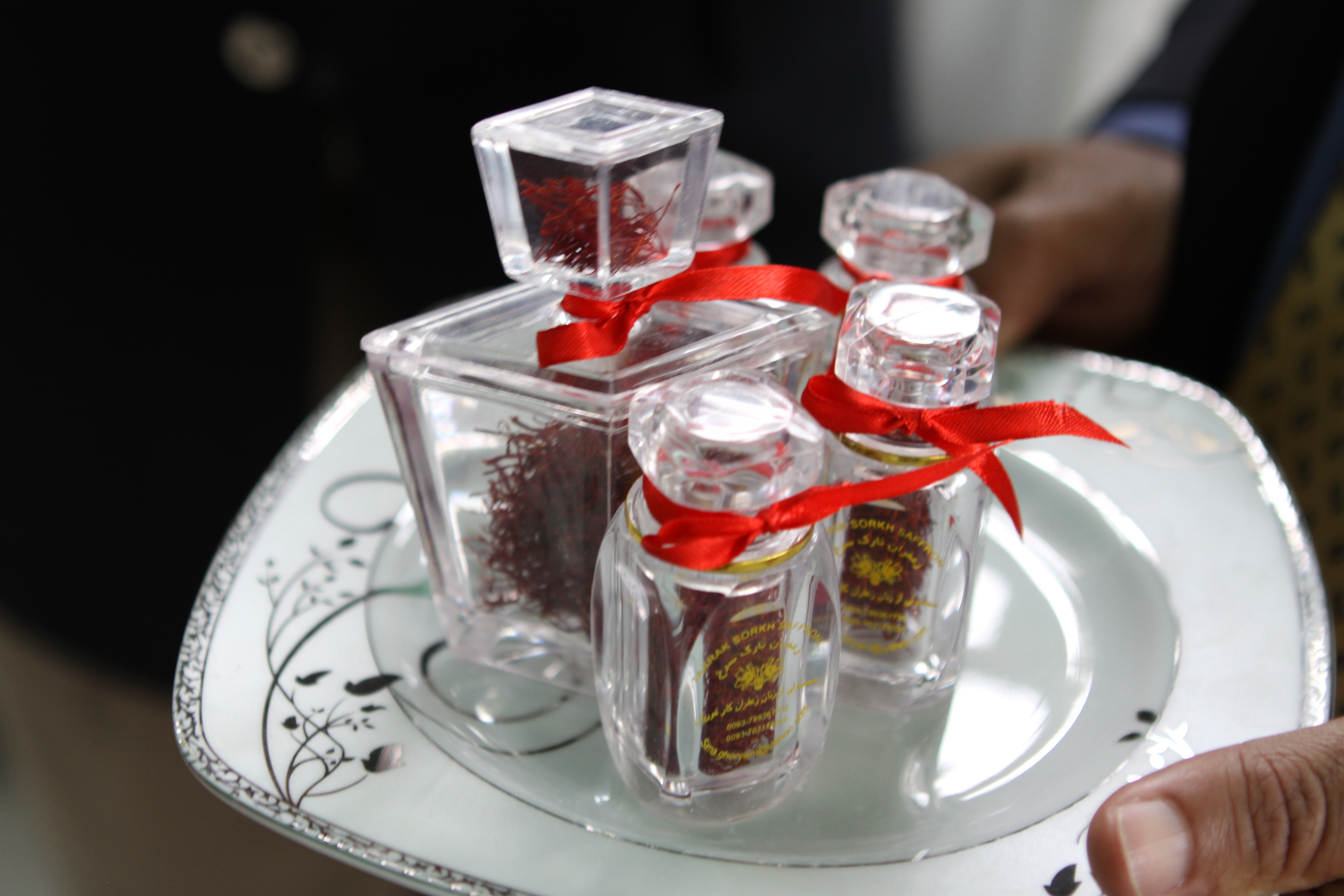

### معادن

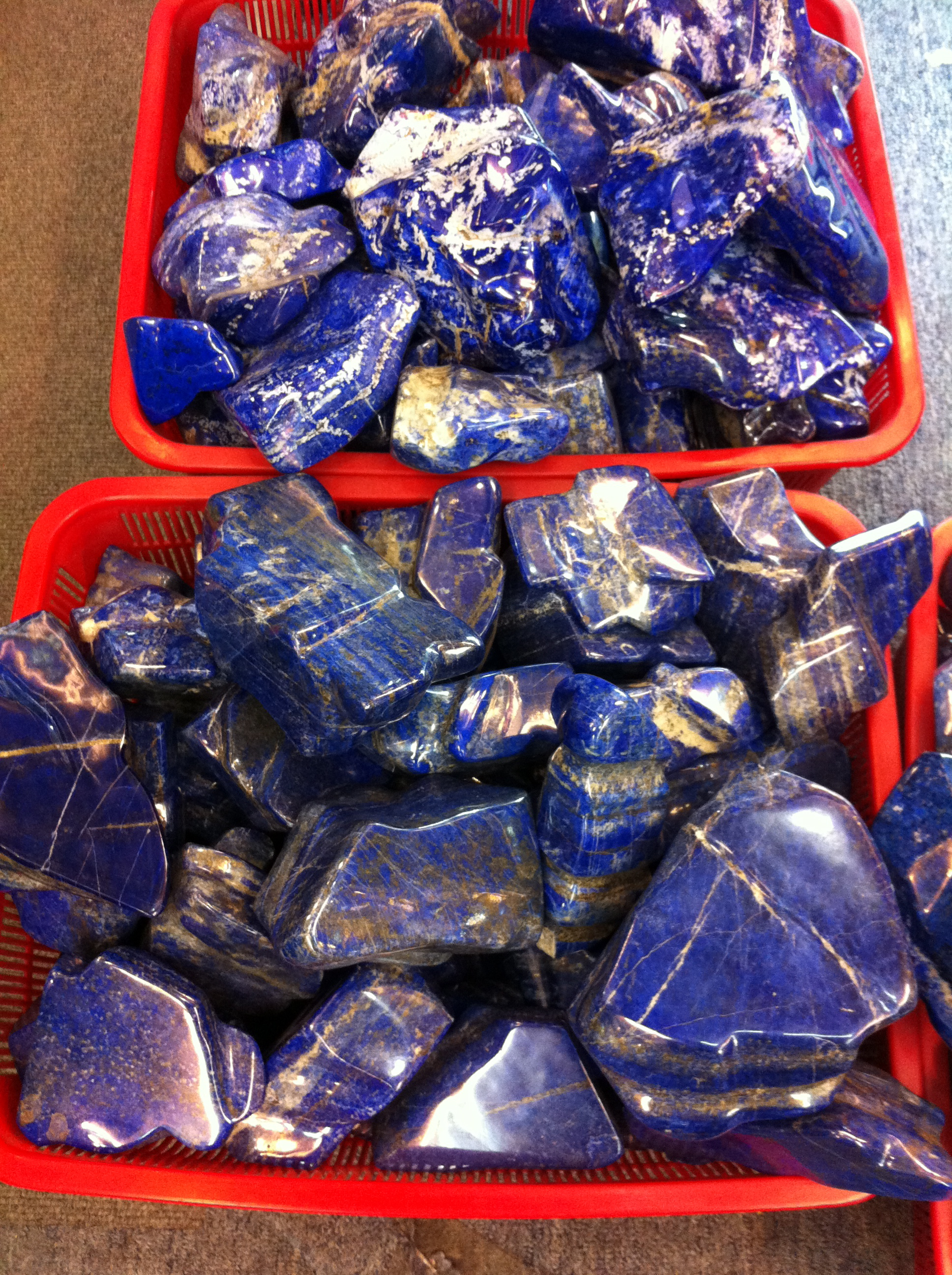
لاجورد افغانستان که مشهورترین لاجورد دنیا می‌باشد

### دامداری

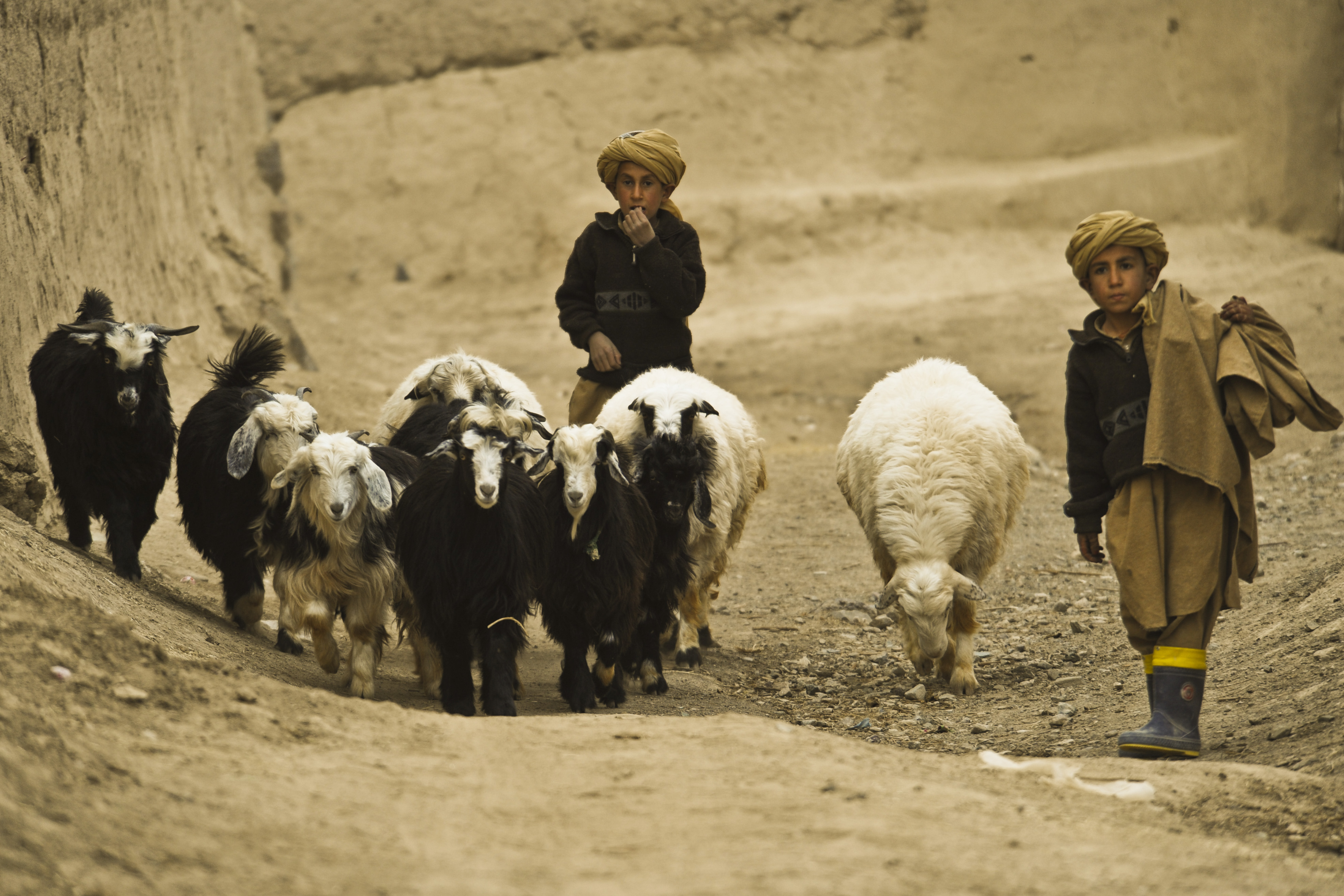
کودکان چوپان در ولایت زابل

### صنایع

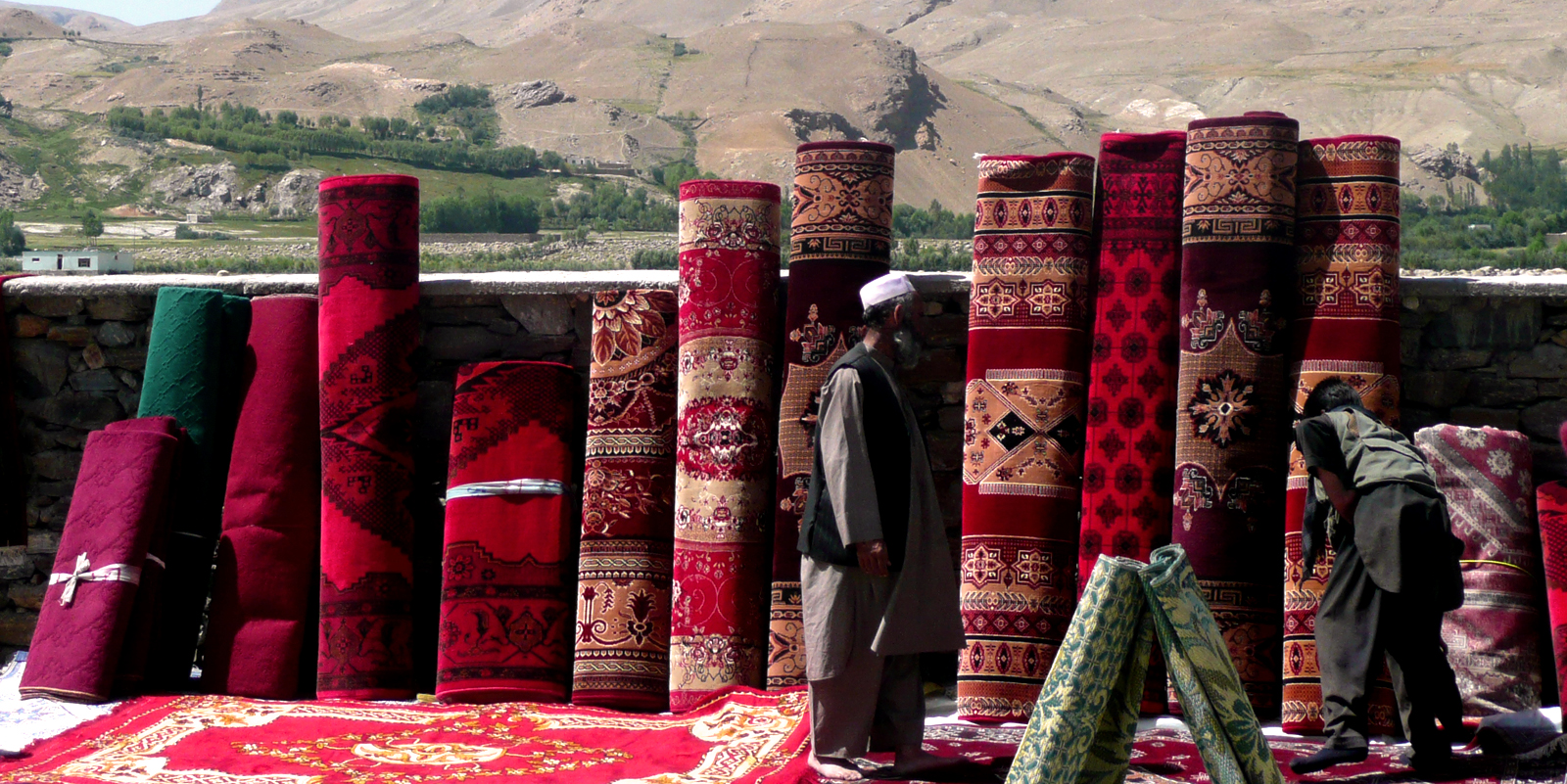
فرش‌های افغانی صادارت اصلی افغانستان می‌باشد.

### هوایی

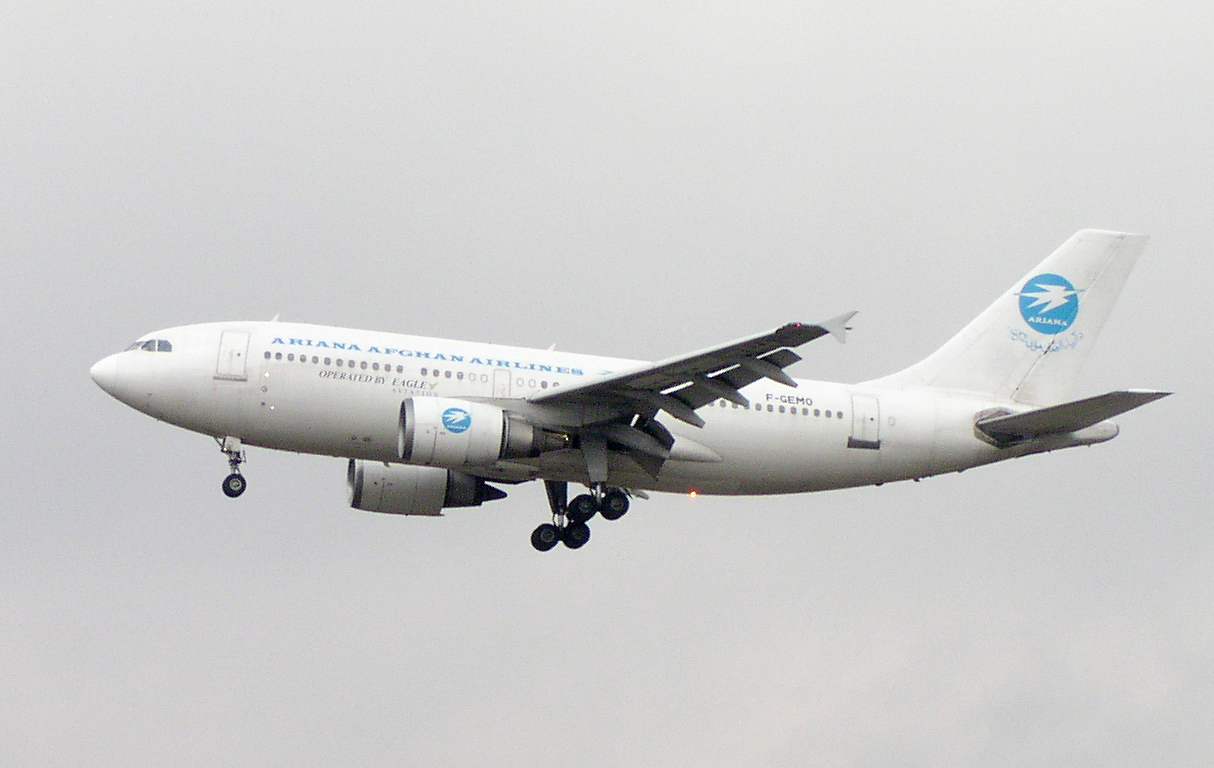
یک فروند ایرباس ای ۳۱۰ متعلق به هواپیمایی آریانا در ۲۰۰۶

### ریلی

نقشه راه‌آهن افغانستان

### جاده‌ای

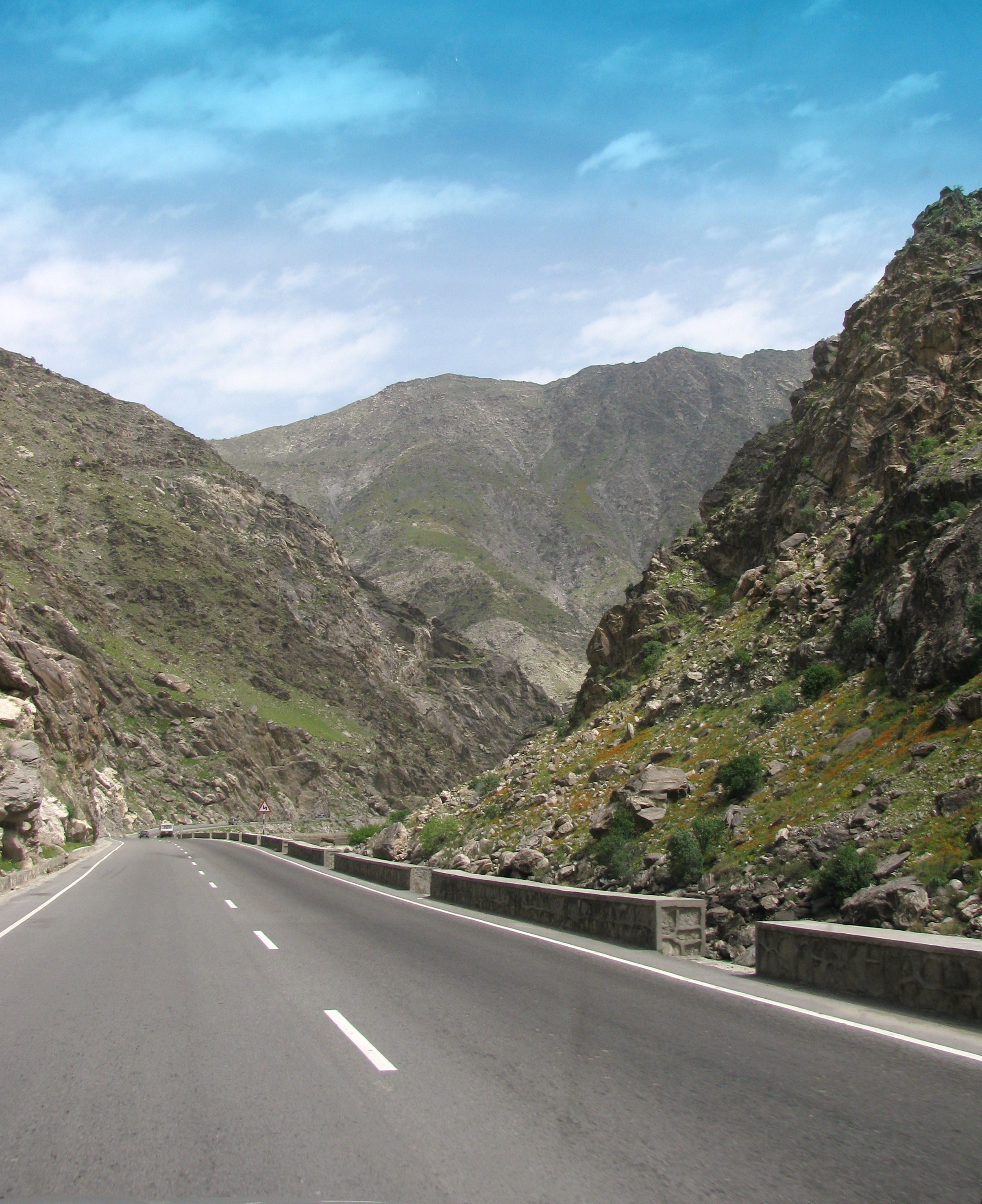
جاده کابل جلال‌آباد

### انرژی

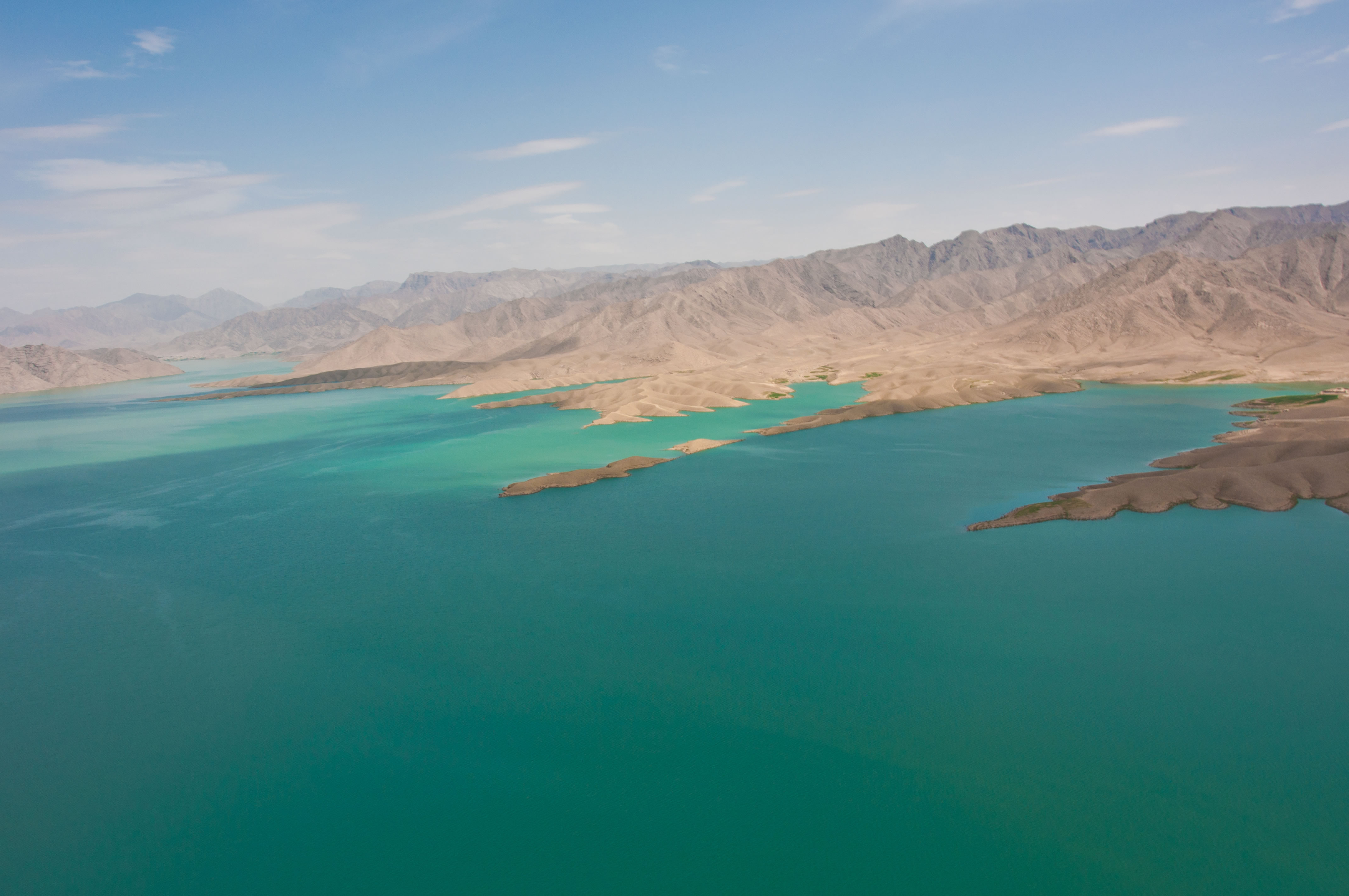
سد کجکی در ولایت هلمند که بیش از ۵۲ مگاوات برق تولید می‌کند.

### جمعیت

جمعیت افغانستان، ۱۹۶۱ تا ۲۰۰۳

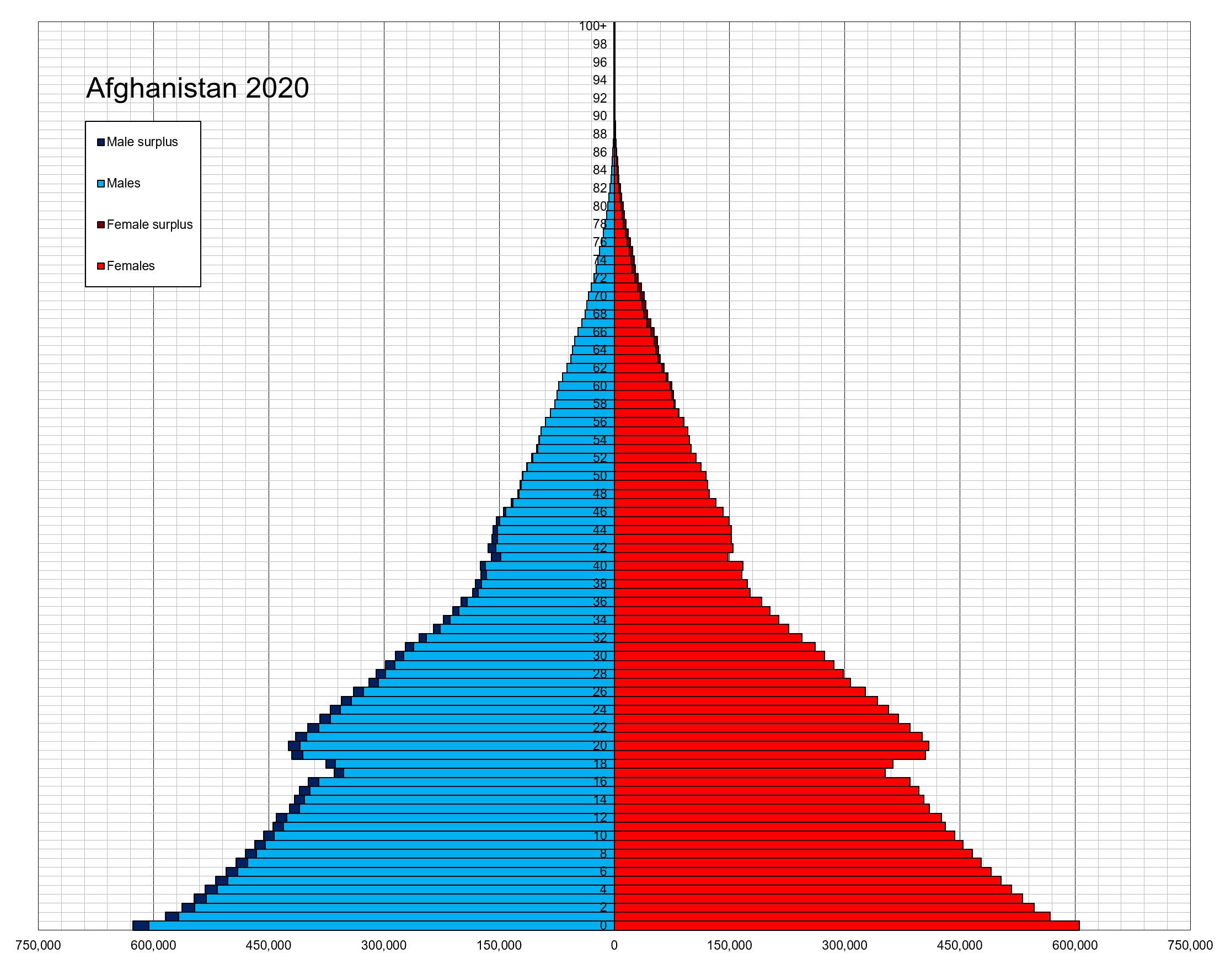
هرم جمعیتی افغانستان

### گروه‌های قومی

توزیع جغرافیایی گروه‌های قومی افغانستان

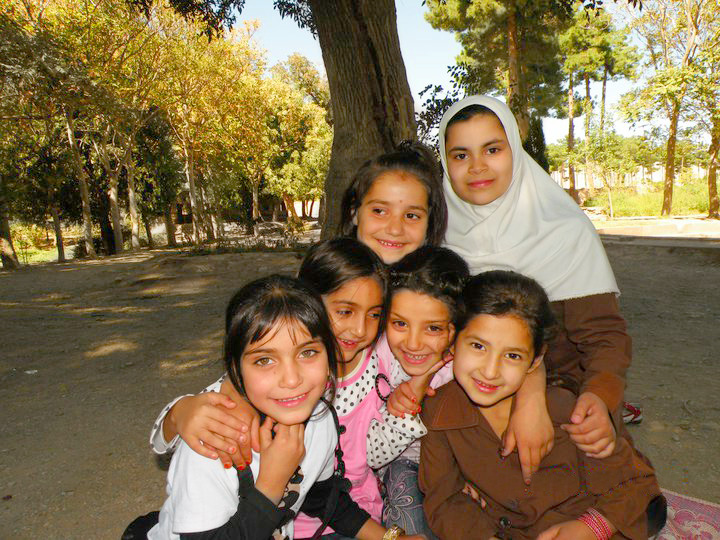
دختران در غرب افغانستان